# Amapá
Amapá (pronúncia em português: [amaˈpa]  ouça, região inicialmente chamada de Mairi) é uma das 27 unidades federativas do Brasil. Está situado a nordeste da Região Norte, no Platô das Guianas. O seu território é de 142 828,521 km², o que o torna o 18º maior estado do Brasil. É limitado pelo estado do Pará, a oeste e sul (sendo, juntamente com o Rio Grande do Sul, os únicos estados brasileiros que possuem divisa com apenas um outro estado); pela Guiana Francesa, a norte; pelo Oceano Atlântico a nordeste; pela foz do Rio Amazonas, a leste; e pelo Suriname, a noroeste.
O Amapá foi desmembrado do estado do Pará em 1943, quando foi criado o Território Federal do Amapá (TFA). Permaneceu nesta condição até 1988, quando a atual Constituição Federal o elevou a estado da Federação. Na bandeira do Brasil, o Amapá é representado pela estrela β de Cão Maior. Macapá, que era a capital do extinto Território Federal do Amapá desde 1944, é a atual capital e maior cidade do estado, sendo sede da Região Metropolitana de Macapá, formada por Macapá, Santana e Mazagão. Outras importantes cidades são Laranjal do Jari, Oiapoque, Pedra Branca do Amapari e Porto Grande.
De acordo com estimativas do Instituto Brasileiro de Geografia e Estatística (IBGE), sua população era de 877 613 habitantes em 2021. Quanto aos indicadores sociais, o Amapá possui a 12ª maior incidência de pobreza, a 15ª menor taxa de analfabetismo e o 19º menor PIB per capita do país. O estado apresentou, em 2010, a terceira maior taxa de mortalidade infantil e, em 2022, a maior taxa de homicídios entre os estados brasileiros.

## Etimologia
Os tupinambás inicialmente habitavam a região, estes consideravam-se filhos do grande ancestral e herói "Maíra", assim o topônimo "Mairi", utilizado para representar o território tupinambá (atuais estados brasileiros do Amapá, Pará e, Maranhão), com origem no nheengatu, inicialmente significaria o "território de Maíra" ou "terra dos filhos de Maíra". Mas esta divindade foi associada aos "homens brancos" e, em especial, aos navegadores franceses, passando a serem chamados de "Maíras" ou “Mair”, e assim a região de "Mairi" passou a representar o "lugar dos franceses".
A origem do nome do estado é controversa. Na língua tupi, o nome "amapá" significaria "o lugar da chuva" (ama, "chuva" e paba, "lugar", "estância", "morada"). Segundo a tradição, porém, o nome teria vindo do nheengatu, significando "terra que acaba" ou "ilha". Segundo outros, a palavra "amapá" é de origem aruaque e se referiria ao amapazeiro (Hancornia amapa), uma árvore típica da região pertencente à família das Apocináceas. O amapazeiro produz um fruto roxo, saboroso, em formato de maçã; de onde é extraído o "leite de amapá" usado na medicina popular como fortificante, estimulante do apetite e também no tratamento de doenças respiratórias e gastrite. A espécie encontra-se ameaçada, dada a sua exploração predatória para extração da seiva. Ainda segundo o tupinólogo Eduardo de Almeida Navarro, "Amapá" deriva de amapá, termo da língua geral setentrional que designa uma espécie de árvore apocinácea. O Dicionário Aurélio chama de "amapá" a espécie Parahancornia amapa, da família das apocináceas.

## História

### Primeiros habitantes

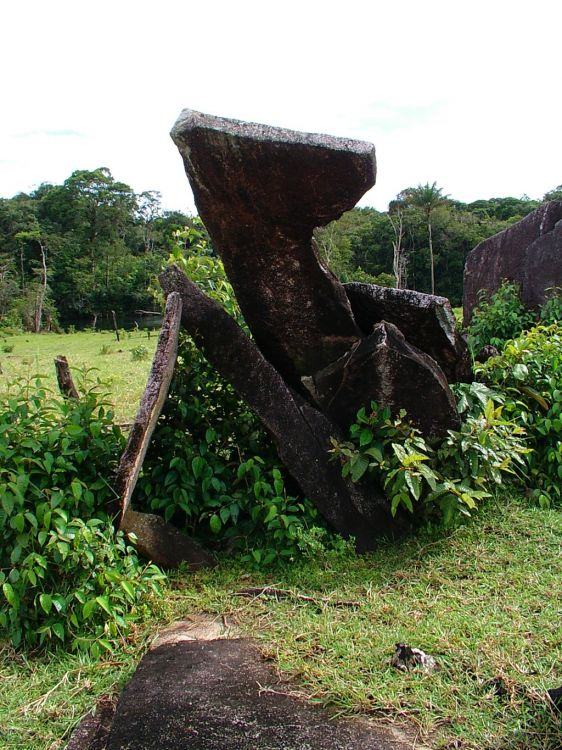
Os megálitos do Parque Arqueológico do Solstício, em Calçoene, são atribuídos a antigos povos indígenas da região

Região das Guianas, onde corresponde o território da chamada, à época, Guiana Brasileira, hoje Amapá, e os territórios da Venezuela, do Suriname, da Guiana e da Guiana Francesa

Os primeiros habitantes do atual Amapá eram indígenas das etnias waiãpi, palikur, maracá-cunani e tucuju, incluídos nos troncos linguísticos aruaque e caribe. Vestígios da ocupação humana pré-colombiana podem ser verificados nos sítios arqueológicos de cerâmicas maracá-cunani e no Parque Arqueológico do Solstício, apelidada "Stonehenge do Amapá", em Calçoene, que arqueologistas estimam que a idade do mesmo esteja entre 500 e 2 000 anos.

### Colonização europeia
O primeiro europeu a avistar a costa do atual Amapá foi o espanhol Vicente Yáñez Pinzón. Em 1499, com quatro caravelas, foi o primeiro navegador europeu a subir o Rio Amazonas. Maravilhado com a vastidão de seu leito, deu-lhe o nome de "Santa Maria de la Mar Dulce" (Santa Maria do Mar Doce). Posteriormente, chegou à boca de outro grande curso d'água que ficou conhecido como Rio Vicente Pinzón, hoje identificado como o Rio Oiapoque. Todo o litoral atlântico ao norte da desembocadura do Rio Amazonas fora posto sob domínio castelhano pelo Tratado de Tordesilhas, assinado por Portugal e Espanha em 1494. No entanto, ambos os países somente explorariam a região do Amapá, entre 1580 e 1640, época em que os reis da Espanha governaram Portugal. Também franceses, ingleses e neerlandeses tiveram interesse pelo território, chamado na época de Costa do Cabo Norte. Dele foram extraídos madeira, resinas, frutos corantes (como o urucum), e óleos vegetais, bem como os produtos de pesca, como o peixe-boi, guarabá ou manati, que eram temperados com sal e vendidos para a Europa. O atual estado brasileiro do Amapá foi ocasionalmente chamado de Guiana Portuguesa, e, posteriormente de Guiana Brasileira, até meados do século XX. Entre 1580 e 1610, ingleses tentaram implantar canaviais na costa de Macapá para fabricação de açúcar e rum, com base em mão de obra de africanos escravizados. O empreendimento falhou e os ingleses deixaram a região, levando consigo os referidos escravizados.
Os portugueses, que a esse tempo iniciavam a penetração na Amazônia, inquietavam-se com a competição estrangeira. Em 1637, Bento Maciel Parente obteve de Filipe II a concessão de todo o Cabo Norte como capitania hereditária, a exemplo das que Dom João III criara cem anos antes. Seu título foi reconhecido, depois da restauração, por Dom João IV, mas nem por isso cessaram as incursões estrangeiras, sobretudo de franceses, que baseavam suas pretensões em cartas-patentes de 1605 com que o Rei Henrique IV fizera Daniel de la Touche, sire de La Ravardière, seu lugar-tenente nas regiões da América "desde o Rio das Amazonas até a ilha da Trindade". Em 1694, o Marquês de Ferrolles, governador de Caiena, pretendeu que a fronteira passasse por uma imaginária "Ilha Oiapoque", na própria foz do Amazonas. Em 1697, houve uma invasão armada. Tais lutas e desinteligências levaram a negociações (1698) e a um tratado provisório (1700), que neutralizava a área contestada até a conclusão de um acordo final. Confirmado pela aliança de 1701 entre Portugal e França (1713-1715), em que Portugal tomou o partido de Inglaterra, Áustria e Países Baixos contra Luís XIV.

Em 1713, acordo fundamental resolveu parcialmente a já problemática questão fronteiriça: o Tratado de Utrecht, que dispôs que o limite entre as possessões francesas e portuguesas seria o Rio Oiapoque (também chamado Rio Vicente Pinzón). O tratado previu ainda a desistência francesa "a qualquer uso" do Rio Amazonas e garantiu a Portugal a posse exclusiva das duas margens do Rio Amazonas. A partir dessa data o esforço diplomático francês foi dirigido no sentido de provar que o Rio Oiapoque não era o Rio Vicente Pinzón e a sugerir rios alternativos, mais ao sul: o Rio Caciporé, o Rio Calçoene, o Rio Cunani, o Rio Carapapóris ou o Rio Araguari. A indefinição das reais fronteiras entre as colônias e a fraca ocupação do Cabo Norte fez da região rota de fuga e localização perfeita para africanos escravizados no Pará, Maranhão e Guiana Francesa constituírem mocambos (quilombos), de tal forma que as coroas francesa e portuguesa assinaram tratados de devolução mútua de escravizados em 1732, 1752 e 1762. 

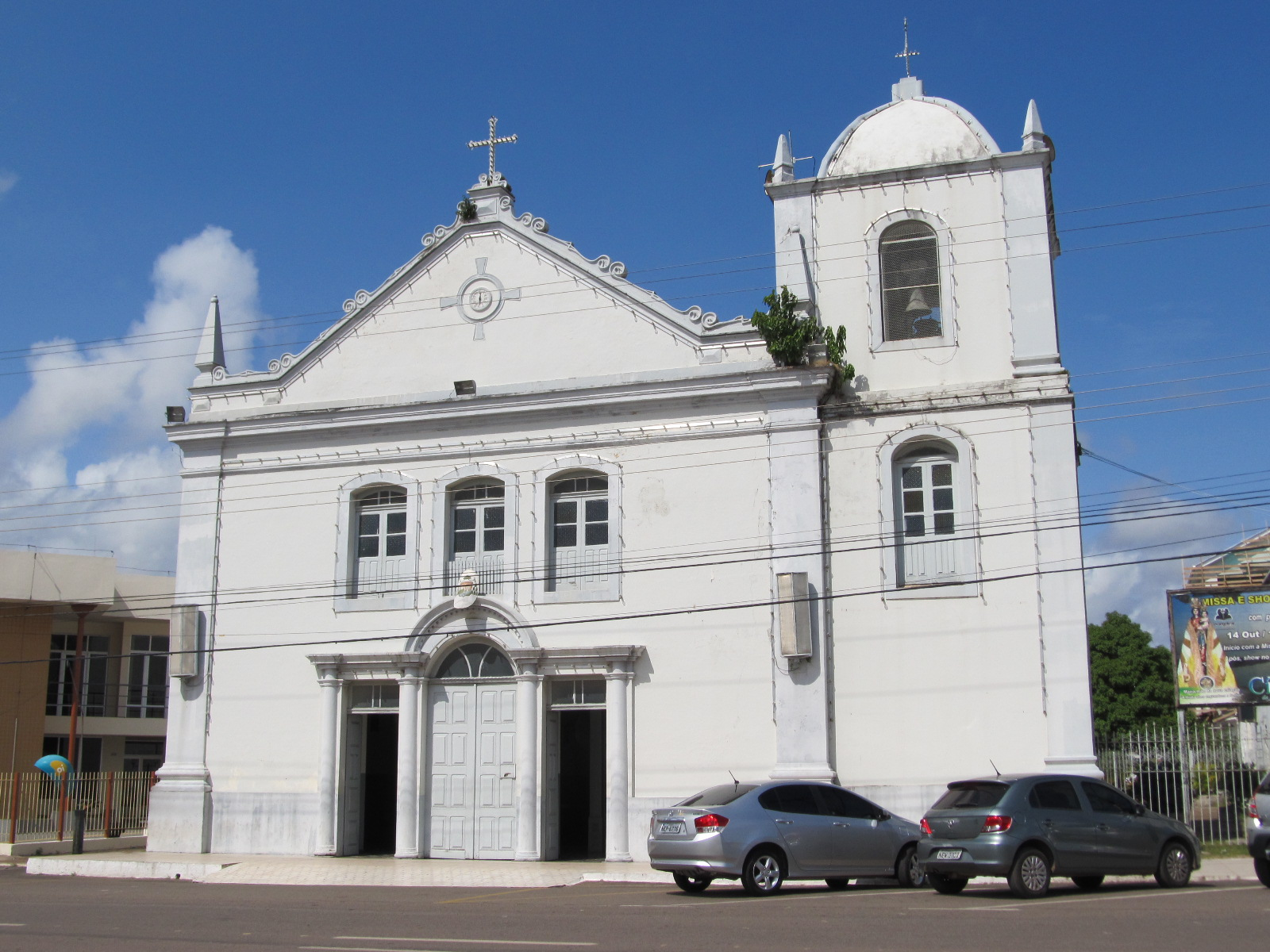
Vista frontal atual da Igreja de São José de Macapá. Construída em estilo neoclássico, é o monumento colonial mais antigo do Amapá, inaugurado em 1761

Adiante, o Tratado de Madri (1750), que admitia como espanholas as terras da bacia do Rio da Prata e como portuguesas as terras da bacia do Rio Amazonas, foi anulado em 1761. Alguns daqueles falsos limites foram consagrados por instrumentos internacionais. Um tratado de 1797 pôs a fronteira da Guiana no Rio Calçoene, mas não foi ratificado por Portugal. O Tratado de Badajoz (1801) adotou o Rio Araguari. O Tratado de Madrid (1801), o Rio Carapanatuba. Foram anulados pelo manifesto do príncipe regente (1808) e pelo artigo adicional n.º 3 ao Tratado de Paris (1814). O Tratado de Amiens (1802), celebrado por França, Espanha, Reino Unido e Países Baixos, reconheceu, igualmente, a fronteira no Rio Araguari. Não teve, contudo, a adesão de Portugal.

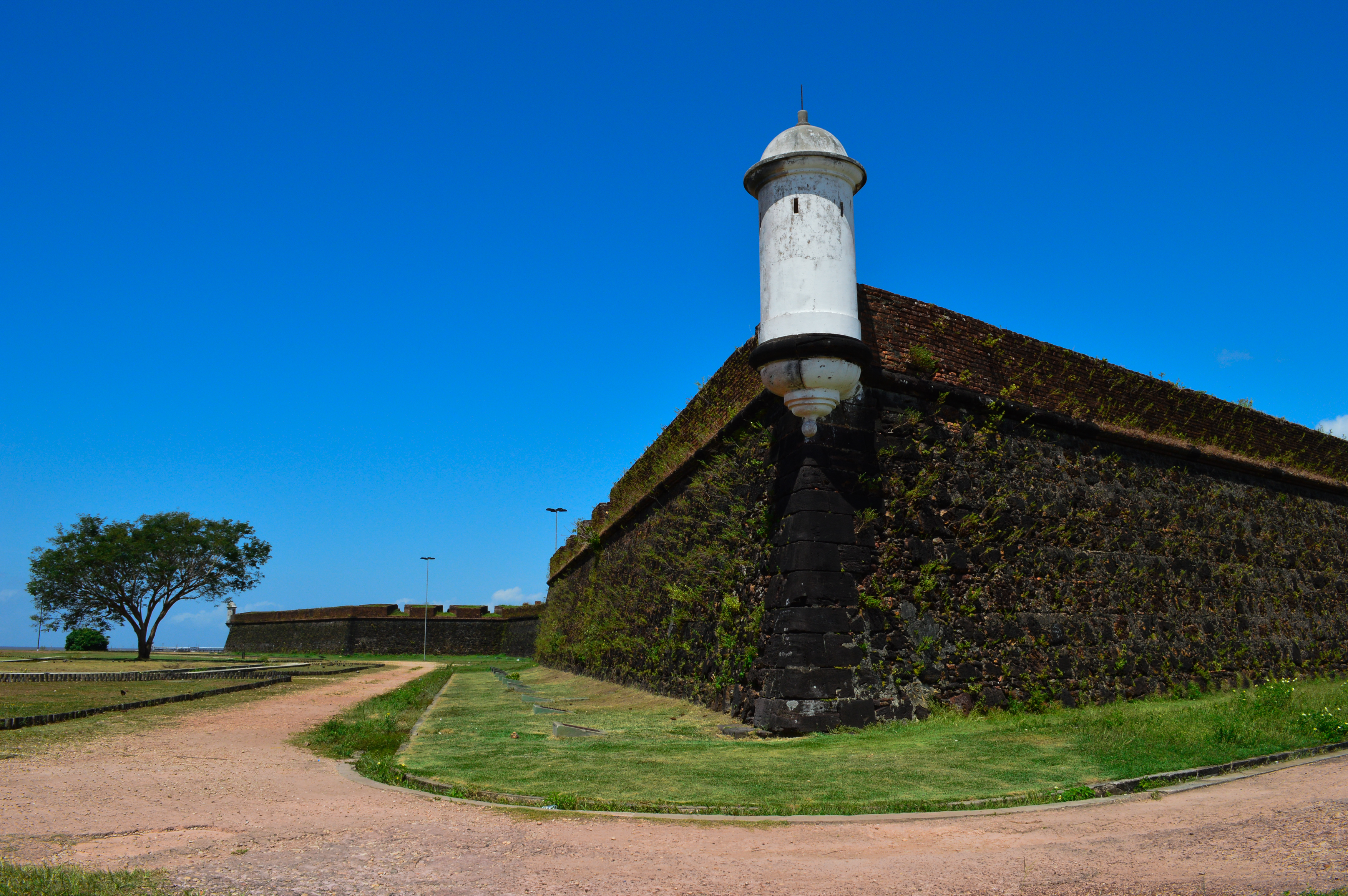
Vista atual da Fortaleza de São José de Macapá

A ocupação portuguesa da região onde hoje é o estado do Amapá, de fato, começou apenas na segunda metade do século XVIII. À época, a Coroa Portuguesa, na figura de Francisco Xavier de Mendonça Furtado, iniciou uma série de medidas modernizadoras para assegurar a posse e as fronteiras portuguesas na região amazônica, que não estavam bem definidas na ocasião. Dentre essas medidas, destacam-se: a fundação de cidades e vilas e sua povoação com colonos portugueses; a construção de fortificações militares em regiões estratégicas; a tentativa de introdução de monoculturas de exportação; a expulsão da Companhia de Jesus e a conversão das antigas missões vilas; a abolição da escravidão dos indígenas e a submissão dos nativos ao trabalho compulsório assalariado, regulamentado pelo Diretório dos Índios; e a criação da Companhia Geral de Comércio do Grão-Pará e Maranhão para, em especial, estimular a entrada de escravos negros trazidos da África. Foi nesse contexto geopolítico que houve a fundação dos primeiros núcleos de colonização europeia na região: Vila de São José de Macapá (1758), Vila Vistosa da Madre de Deus (1765) e Vila de Nova Mazagão (1770).
A Vila de São José de Macapá, fundada em 4 de fevereiro de 1758 na margem esquerda do Rio Amazonas, já abrigava uma comunidade de colonos portugueses de origem açoriana, instalada na região em 1752. A vila foi escolhida também para abrigar a Fortaleza de São José de Macapá, a maior fortificação portuguesa na região. A construção da fortaleza já constava nos planos do Governador Mendonça Furtado desde a criação da povoação de Macapá, em 1751. Integrava, assim, os planos de ampliação e defesa da colônia, especialmente dos franceses instalados na Guiana. A construção do forte foi iniciada em 1764. Inicialmente, foi erguido o Baluarte de São Pedro. Seu traço e sua construção ficaram sob a responsabilidade de um engenheiro integrante da Comissão Demarcadora de Limites, Henrique Antônio Galúcio. Suas obras se estenderam por dezoito anos, marcados por períodos de forte atividade e por momentos de estagnação. A fortificação foi oficialmente inaugurada em 19 de março de 1782, no dia de São José, orago da fortaleza e padroeiro da cidade de Macapá. Naquela ocasião, a questão da demarcação das terras com a Espanha, praticamente, fora superada. O Tratado de Santo Ildefonso (1777), que legitimou a posse do território pretendido pelos portugueses, demonstrou o acerto da política adotada. Nos dezoito anos de construção (1764-1782), o erguimento da fortaleza consumiu a mão de obra de cerca de 2 300 negros africanos escravizados (entre escravos permanentes, residentes na vila; e temporários, alugados em outras vilas e então trazidos à Macapá) e 2 500 índios submetidos ao trabalho compulsório assalariado previsto no Diretório dos Índios (oriundos de várias antigas missões de catequese espalhadas pela região amazônica), além da mão de obra especializada portuguesa. Em 1788, Macapá contava com população fixa de 1 757 habitantes (sem contar indígenas e negros trazidos de forma temporária para a construção da fortaleza): 1153 livres e 604 negros escravizados.

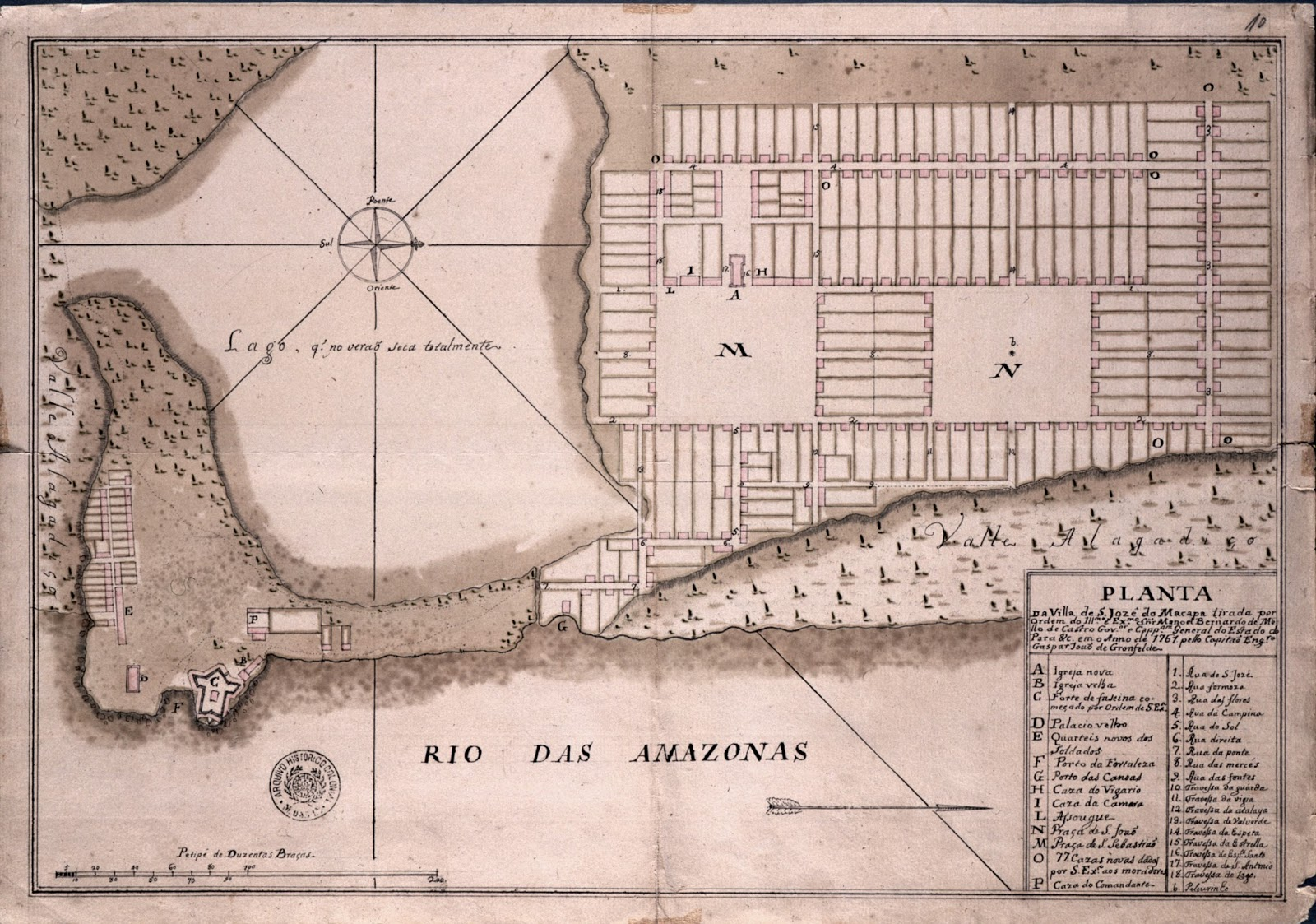
Mapa da Vila de São José de Macapá desenhado por Gaspar João de Gronfelde, em 1761

Por sua vez, a Vila Nova Mazagão foi fundada em 23 de janeiro de 1770, às margens do Rio Mutuacá (ao sul de Macapá), para abrigar 350 famílias portuguesas (cerca de 2 mil pessoas) evadidas às pressas da Praça Forte de Mazagão (atual El-Jadida), antiga possessão lusa no norte do Marrocos abandonada em 1769. A partir dessa data, todos os habitantes da povoação africana foram transferidos de navio para Lisboa; e de Lisboa para Belém, onde chegaram em 1770. Enquanto realizavam a travessia atlântica, a vila de destino já estava sendo construída por cerca de cem indígenas submetidos ao trabalho compulsório assalariado. De Belém, os mazaganenses foram aos poucos enviados de canoa para Nova Mazagão, onde foram instalados entre 1770 e 1776. Junto com eles, foram levados escravos africanos fornecidos pela coroa. Os africanos deveriam ser direcionados ao cultivo da terra, enquanto os indígenas permaneceriam com os trabalhos de construção e os serviços domésticos da vila.Em 1778, Vila de Nova Mazagão (atual distrito de Mazagão Velho) contava com 1.775 habitantes, dos quais 1.365 eram livres (cerca de 1.200 brancos mazaganenses e 100 indígenas) e 410 eram pessoas negras escravizadas.
Entre Macapá e Mazagão, existiu a desaparecida Vila Vistosa da Madre de Deus, fundada em 1765 às margens do Rio Anauerapucu. Foi inicialmente povoada por funchalenses (portugueses oriundos da Ilha da Madeira) e por uma pequena comunidade de suíços. Em 1773, Vila Vistosa da Madre de Deus contava com 566 moradores: 445 livres (entre brancos e indígenas) e 121 negros escravizados; porém, já no início do século XIX, a vila encontrava-se completamente abandonada.
A fundação das três vilas coloniais e a construção da Fortaleza de São José de Macapá impulsionaram o tráfico negreiro para a região, já conhecida por abrigar mocambos. Por exemplo, em fevereiro de 1765, foram trazidos a Macapá 174 negros escravizados da Câmara de Belém alugados pela Câmara de Macapá para construção da fortaleza. Em 1770, cerca de 2.000 mazaganenses aportam em Belém com 70 pessoas escravizadas; no mesmo ano chegam dois navios negreiros que trazem 419 negros da Guiné-Bissau, os quais são distribuídos entre os mazaganenses e posteriormente assentados na Vila Nova Mazagão entre 1770 e 1776. Em 1776, um navio negreiro vindo de Benguela chega a Belém com 485 negros escravizados, 91 deles são trazidos para Macapá e uma quantidade não especificada é direcionada para Nova Mazagão e Vila Vistosa. Tal situação favorecia a ocorrência de diversas fugas e revoltas bem como formações de mocambos: entre 1736 e 1816, o Amapá registra 18 mocambos de negros, 04 mocambos mistos (negros e indígenas) e 1 mocambo de indígenas.

### Século XIX
No início do século XIX, as vilas de Macapá e Mazagão foram assoladas por epidemias de cólera e de malária. Em 1808, as atividades econômicas da Vila de São José de Macapá concentravam-se na lavoura do arroz, do algodão, da maniva, do milho e do feijão e na exploração de mão de obra escravizada negra. Havia também número significativo de militares (soldados, sargentos, cabos, capitães, tenentes, anspeçadas, alferes), sapateiros, costureiras, negociantes, tecedeiras, carpinteiros, ferreiros, ajudantes de cirurgia, parteira, fiandeiras, ourives e feitores, além de 706 pessoas negras escravizadas em diversas ocupações (394 homens e 312 mulheres, dentre africanos, crioulos e mestiços). Em praticamente todos os 297 domicílios havia escravizados dedicados à lavoura ou dedicados à fiação de tecidos.
Em 1808, como represália à ocupação de Portugal por Junot, os portugueses invadiram a Guiana Francesa, que foi governada durante oito anos pelo desembargador João Severiano Maciel da Costa, futuro Marquês de Queluz. O Tratado de Paris (1814) ordenou a restituição da Guiana à França com as fronteiras de 1792, isto é, no Rio Carapapóris. Portugal não ratificou essa decisão. O ato final do Congresso de Viena (1815) reconheceu a antiga fronteira estabelecida pelo Tratado de Utrecht. Por uma convenção celebrada em Paris (1817), Portugal comprometeu-se a efetuar a devolução em três meses, o que foi feito. Concordou também em que se formasse uma comissão mista para demarcar a fronteira. Tal comissão, porém, jamais se reuniu e a disputa fronteiriça permaneceria durante todo o século XIX.
Em decadência econômica, parte dos portugueses de origem mazaganense abandona a Vila Nova Mazagão e se instala em Macapá ou Belém. Em 1833, com a reforma administrativa do Governador Bernardo Lobo de Souza, Mazagão perde o status de vila e é anexado a Macapá, sob o novo nome de "Regeneração". Mazagão somente recobrou seu nome original e sua autonomia administrativa em 1841. Durante a Cabanagem (1835-1840) na então província do Grão-Pará, as vilas de Macapá e Mazagão se aliaram às forças legalistas contra o exército cabano, sofrendo depredações e seus rebanhos dizimados. Em 1853, o senador Cândido Mendes de Almeida propôs a criação da Província de Oiapóquia. As populações locais também pleitearam a medida em sucessivos memoriais (1859, 1870), sempre sem resultado.
Em 1879, chegou a Macapá o primeiro grupo de judeus sefaraditas marroquinos: a Família Zagury. No final do século XIX, muitos judeus marroquinos migraram para a Amazônia, a maioria fugindo da crise e da perseguição religiosa ocorrida no Marrocos e atraídos pela exploração da borracha na região. Nas décadas seguintes, aportaram-se na cidade famílias como os Bemerguy, os Alcolumbre, os Peres, os Benoliel, os Barcessat e os Amar, alguns antes mesmo da criação do Território Federal do Amapá. Na década de 1940, chegaram os Pecher (judeus asquenaze de origem ucraniana) e os Houat (sírio-libaneses). Essa população se destacou em diversas profissões no espaço urbano, especialmente nos chamados “regatões” (comércio ambulante de produtos por meio de pequenos barcos que transportavam bens e notícias das cidades às comunidades ribeirinhas da região). Os judeus não foram tão hostilizados quanto aconteceu ao longo de milhares de anos: mesmo historicamente discriminados, devido à cor da pele eram mais aceitos na sociedade amazônica, pois na visão preconceituosa da sociedade da época estavam ligeiramente à frente da maioria da população macapaense, formada por mestiços, negros e caboclos. Em 1888, ano da abolição da escravatura, ainda havia 211 pessoas negras escravizadas em Macapá. Em Mazagão, os 2 únicos escravizados àquela data foram alforriados e foi feita uma celebração do acontecimento.

#### Contestado Franco-Brasileiro (1841-1900)

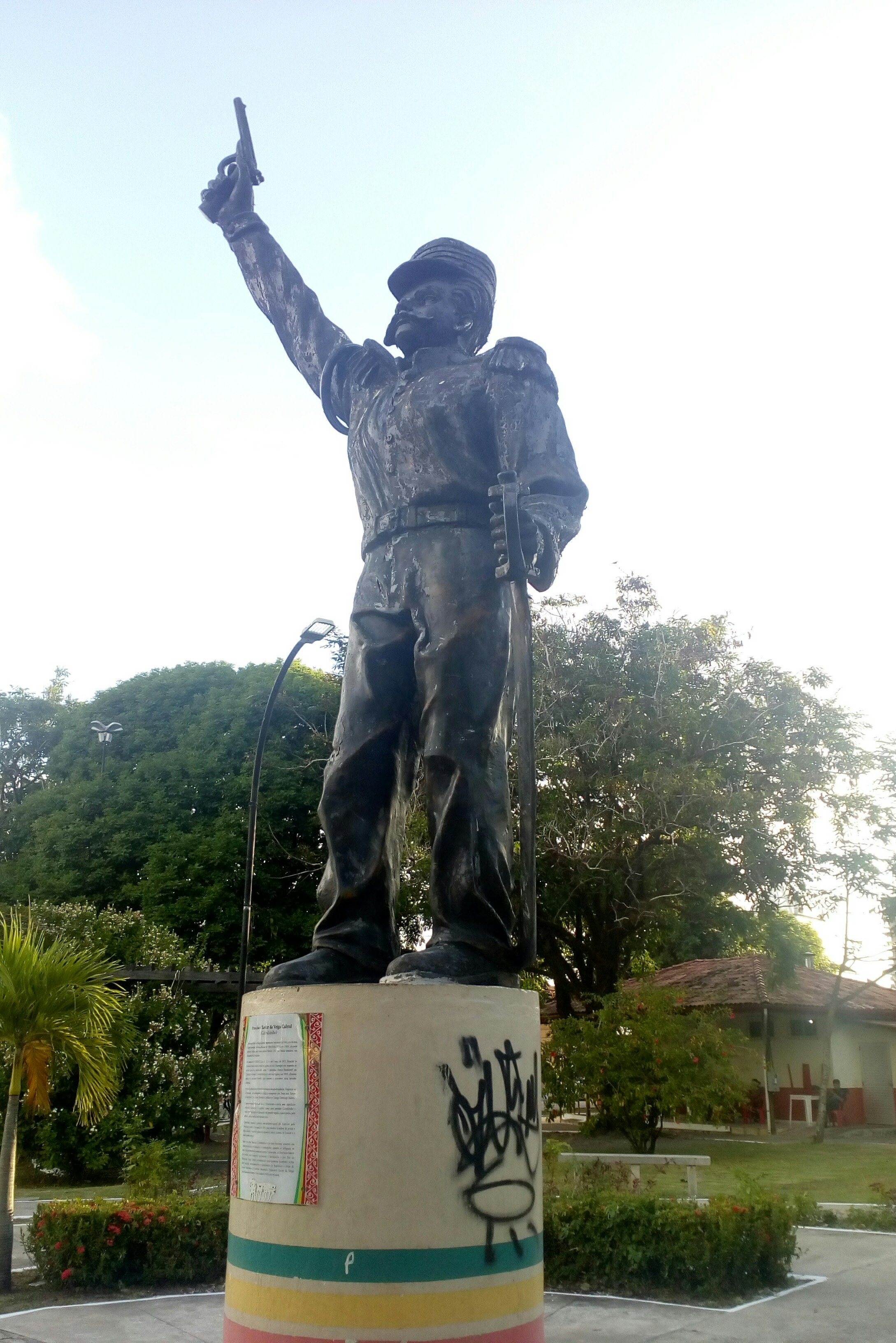
Monumento em homenagem a Francisco Xavier da Veiga Cabral, o Cabralzinho, situado no Centro Histórico de Macapá. Figura histórica controversa, desde 2017 é comemorado anualmente o Dia de Cabralzinho, em 15 de maio

A fronteira entre as colônias francesa e brasileira no Cabo Norte era incerta e alvo de disputas desde os primórdios da colonização europeia na região. No ano de 1835, com o pretexto de proteger sua colônia dos cabanos paraenses, o governo francês em Caiena resolveu estabelecer uma força militar francesa no Lago Amapá, território que, conforme o Tratado de Utrecht (1713), pertencia ao Brasil. A partir de 1836, os franceses acrescentaram outro motivo para a construção de um posto militar no Amapá: pressionar o Brasil a renegociar a demarcação da fronteira entre a Guiana Francesa e o Império, uma pendência de séculos, que incluía acusações mútuas de tentativa de ocupação e desrespeito aos tratados internacionais.

Em 1840, foi criada a Colônia Militar Pedro II na margem direita do Rio Araguari, no território da então Vila de São José de Macapá, hoje município de Ferreira Gomes. Era de conhecimento das autoridades brasileiras que a região atraía desde os tempos coloniais inúmeros indígenas, negros escravizados fugitivos, soldados desertores e de outros “transgressores", além do antigo interesse francês nas terras localizadas entre o Rio Oiapoque e o Rio Araguari. Nesse sentido, a Colônia Militar Pedro II, além da função de proteger o território contestado contra invasões francesas, buscava impedir a fuga de negros escravizados do Grão-Pará tanto para o território contestado (onde não poderiam ser recapturados) ou para a Guiana Francesa (onde, a partir de 1848, conquistariam automaticamente a sua liberdade em razão da segunda abolição da escravatura nas colônias francesas). No mesmo ano chegaram à colônia os primeiros 25 soldados-colonos acompanhados de suas famílias, totalizando 74 pessoas. No ano seguinte (1841), boa parte dos soldados já havia abandonado a região, que continuou parcamente habitada durante praticamente o resto do século XIX. Somente no final da década de 1890 o Brasil resolveu reorganizar a Colônia Pedro II, enviando um engenheiro militar, um médico, um fotógrafo e um destacamento de 50 soldados. A intenção era apresentar a colônia como uma prova (histórica) da presença brasileira no contestado.

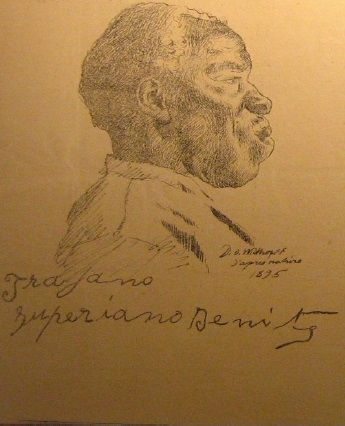
Perfil de Trajano Benitez, quilombola brasileiro aliado dos franceses no litígio franco-brasileiro. Publicado no jornal Província do Pará em 1895

Em 1841, França e Brasil concordaram em neutralizar o vasto território entre o Rio Oiapoque e o Rio Araguari e ficaram de nomear seus comissários para tratar da demarcação. Pelo acordo, ambos os países aceitavam a neutralidade do território, doravante designado de Contestado Franco-Brasileiro, no qual nenhum dos dois países poderia execer soberania até uma solução jurídica definitiva.
Em 1886 uma república francesa independente foi criada na região do Cunani, entre o Rio Caciporé e o Rio Calçoene. Para seu presidente, elegeu-se o aventureiro Jules Gros, que instalou o governo em seu apartamento em Paris, nomeou o ministério e criou uma ordem honorífica, a Estrela do Cunani, que lhe deu grandes lucros. O próprio governo francês encarregou-se, em 1887, de liquidar essa república, que ressurgiria por breve período em 1901-1907 sob o nome de Estado Livre de Cunani, sob a chefia de outro aventureiro, Adolphe Brezet.
Com a Proclamação da República a situação na região fronteiriça ficou caótica. Seus habitantes elegeram, então, um triunvirato governativo (1894): Francisco Xavier da Veiga Cabral ("Cabralzinho"), Cônego Domingos Maltês e Desidério Antônio Coelho. Os franceses nomearam capitão-governador do Amapá o quilombola paraense Trajano Benitez, cuja prisão provocou a intervenção militar da Guiana. A canhoneira Bengali, sob o comando do capitão Lunier, desembarcou um contingente de 300 homens e houve luta. Lunier foi morto com 33 dos seus. Em 1897, França e Brasil assinaram um tratado de arbitragem: a questão seria decidida pela Suíça. Em 1898, o Barão do Rio Branco, vitorioso dois anos antes na questão de limites com a Argentina, foi encarregado de defender a posição brasileira perante o conselho federal suíço, escolhido como tribunal arbitral. Em 5 de abril de 1899, Rio Branco entregou sua Memória Apresentada pelos Estados Unidos do Brasil à Confederação Suíça, e em 6 de dezembro do mesmo ano uma segunda memória, em resposta aos argumentos franceses. Como anexo, apresentou o trabalho de Joaquim Caetano da Silva, O Oiapoque e o Amazonas, de 1861, em que se louvara e que constituía valioso subsídio ao estudo da matéria. Reunidos, os documentos formavam cinco volumes e incluíam um atlas com 86 mapas. A sentença, de 1º de dezembro de 1900, redigida pelo conselheiro federal coronel Eduard Müller, deu a vitória ao Brasil, que incorporou a seu território cerca de 260 mil km².

### Século XX
Resolvido o Contestado Franco-Brasileiro, em 1900, a região norte do então Estado do Pará sofreu com o isolamento político e com a pobreza econômica. A economia da região ainda se baseava no extrativismo (borracha, castanha, pau-rosa e madeiras); pela exploração clandestina de ouro e, principalmente, por atividades agropastoris de subsistência. Em 1940, Macapá, Mazagão e Amapá somavam apenas 30 mil pessoas.

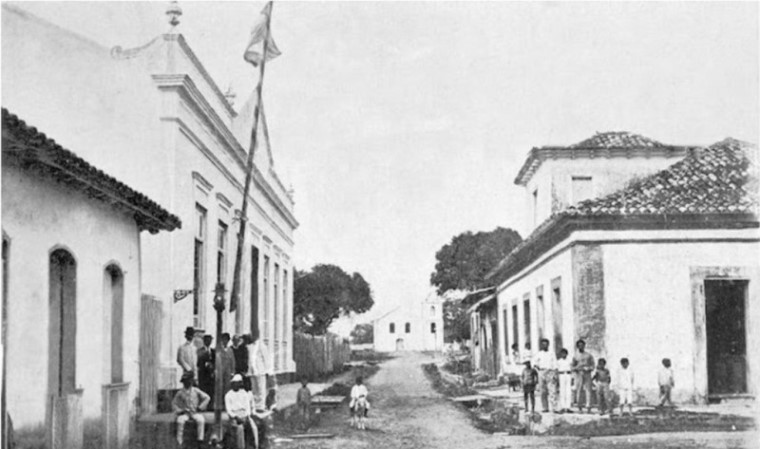
Centro de Macapá em 1913. À esquerda se vê a Intendência (prefeitura municipal da época), atual Museu Histórico Joaquim Caetano. Ao fundo, a Igreja de São José de Macapá

Em 1941, durante a Segunda Guerra Mundial, o governo federal autorizou que o exército americano construísse de uma base militar nos arredores de Amapá, próximo ao litoral atlântico, para servir de apoio à força aérea aliada. A Base Aérea do Amapá era utilizada principalmente para o atracamento de dirigíveis que eram utilizados no patrulhamento do litoral na caça de submarinos nazistas e para o comboio dos navios mercantes. No litoral amapaense foram afundados dois submarinos inimigos. Após o término da guerra, a base foi devolvida aos brasileiros e caiu em desuso. Diante do subdesenvolvimento econômico, da diminuta população, da posição estratégica em área fronteiriça e da ocorrência da Segunda Guerra Mundial, Getúlio Vargas decidiu desmembrar do Pará uma área de cerca de 142 mil km² para constituir uma nova unidade federativa.
O Território Federal do Amapá foi criado em 13 de setembro de 1943 pelo Decreto-Lei n.º 5.812/43, juntamente com outros quatro territórios federais: Guaporé, Rio Branco, Iguaçu, Ponta Porã. Em 27 de dezembro de 1943, Getúlio Vargas designou o capitão Janary Gentil Nunes para assumir o posto de primeiro governador do território. Imediatamente, Janary Nunes visitou os principais núcleos populacionais do Território do Amapá. Naquele momento, imaginou-se como capital do território o município de Amapá, porém, o isolamento geográfico fez com que Janary Nunes decidisse pela instalação da capital em Macapá, mais acessível por via fluvial e com estruturas urbanas mais promissoras. Desse modo, Janary Nunes instalou o primeiro governo territorial na cidade de Macapá em 25 de janeiro de 1944. Em maio de 1944, o Decreto-Lei n.º 6.550/1944 definiu oficialmente Macapá como capital do território federal, além de definir a existência de apenas três municípios (Amapá, Macapá e Mazagão) e retificar sensivelmente os limites geográficos. Em 1945, o desmembramento de parte do município de Amapá passou a constituir o município do Oiapoque. Em 1957, o município de Amapá foi novamente desmembrado para constituir o município de Calçoene.
Os primeiros relatórios governamentais expressavam as condições críticas em que o recém-criado Território Federal do Amapá se encontrava: insuficiente e precário estado das habitações que sequer dispunham de condições de saneamento e higiene; ausência de serviços de água encanada, energia elétrica ou esgotos; a necessidade de olaria ou serraria no território para realização de toda e qualquer construção; a dificuldade de desembarque que ainda afetava o miserável comércio; a carência de mercadorias; ausência de prédios adequados à acomodação dos órgãos públicos e falta de pessoas para a realização de todos os serviços. Desse modo, os primeiros anos da administração territorial, nas décadas de 1940 e 1950, foram marcados por grandes obras e incentivos públicos de ocupação do território e desenvolvimento econômico, dentre elas: a construção de escolas públicas nas sedes municipais e em algumas vilas, a urbanização da capital, a construção dos edifícios da Administração Pública Territorial e a criação de polos agrícolas. O processo de urbanização de Macapá implicou na controversa remoção da população negra do centro histórico para uma região periférica onde hoje são os bairros Laguinho e Santa Rita (antigo Bairro da Favela), fato que ainda é relembrado e causa ressentimento entre aqueles que foram removidos e seus descendentes. Embora Julião Ramos (1876-1958), um dos líderes negros da época, e seus familiares apoiassem a política de remoção, Josefa Lino da Silva (Tia Zefa, centenária brincante de marabaixo) relembra que "a maioria dos negros não gostou, mas ninguém nada falava". Maria Felícia Cardoso Ramos, outra idosa brincante do marabaixo, diz "os negros saíam das casas, mas com aquela mágoa. Nós saímos com mágoa".

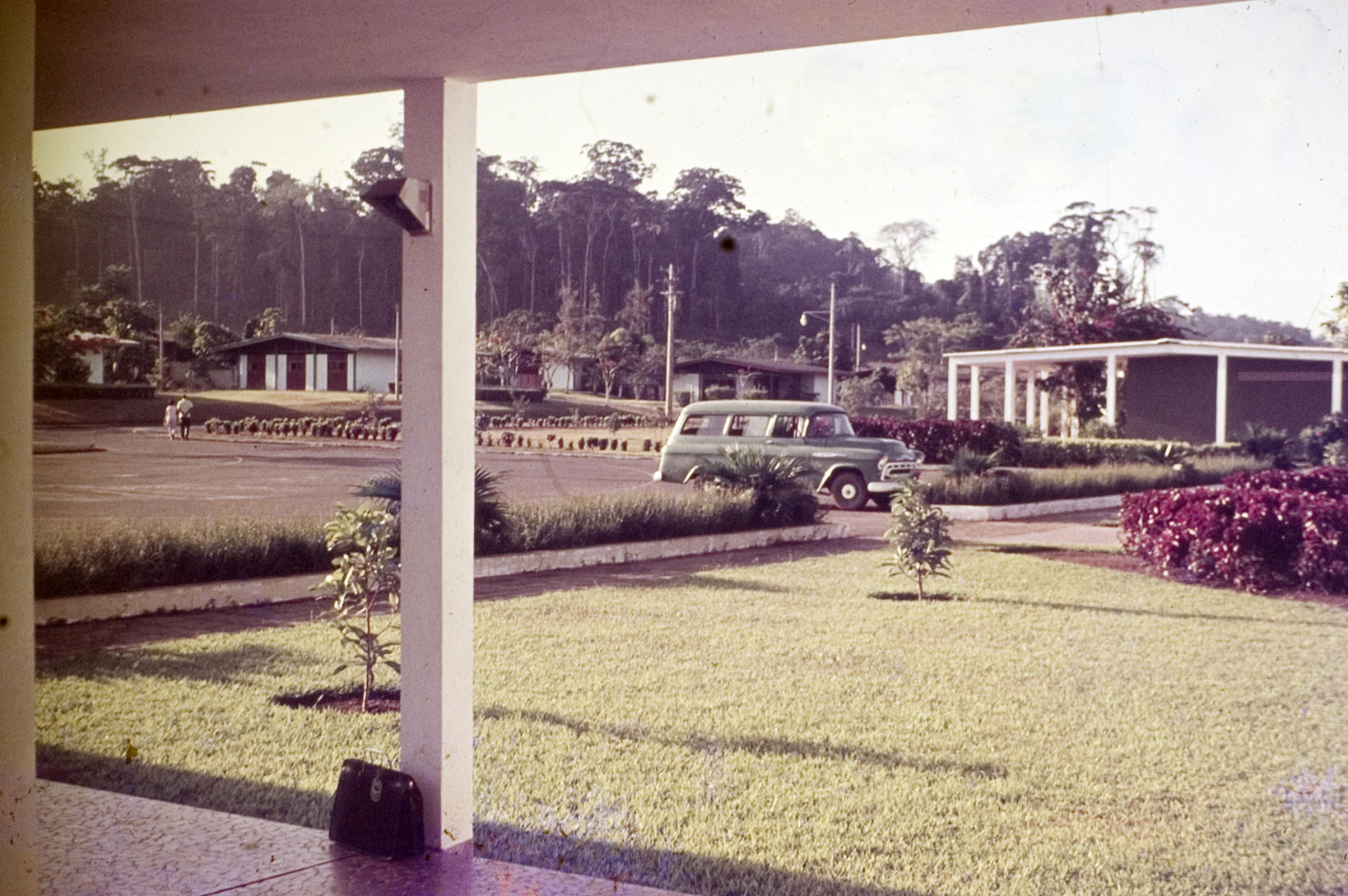
Paisagem urbana da Vila de Serra do Navio em 1965. A Company Town foi criada em uma região isolada nos anos 1950 para abrigar os trabalhadores das ricas minas de manganês da região, exploradas pela Indústria e Comércio de Minérios S/A - ICOMI. A exploração de manganês foi a base da economia territorial durante décadas

O desenvolvimento econômico planejado para o território seria sustentado pela exploração das ricas jazidas de manganês descobertas no alto Rio Amapari, em 1945, a cerca de 190 quilômetros de Macapá. A empresa escolhida pelo governo territorial foi a Sociedade Brasileira de Indústria e Comércio de Minérios de Ferro e Manganês (ICOMI), ligada à extinta Bethlehem Steel Company. O contrato de concessão foi assinado e registrado em cartório no Rio de Janeiro em dezembro de 1947 e ratificado pelo Congresso Nacional em 1950. As obras de construção da infraestrutura necessária para a exploração comercial do manganês começaram em 1954 e incluíam: uma estrada de ferro de 193 quilômetros de extensão (a Estrada de Ferro do Amapá, ligando as jazidas ao porto de onde o minério seria exportado), um porto de águas profundas (no Rio Amazonas, 22 quilômetros ao sul de Macapá) e duas company towns (Vila Serra do Navio, junto às minas e Vila Amazonas, junto ao porto). Esses investimentos permitiram que, em outubro de 1956, fosse realizado o primeiro carregamento de minério feito festejado em uma cerimônia que contou com a presença do então presidente da República, Juscelino Kubitschek. Em 1971, a exportação de minério chegou ao auge: 1,6 milhão de toneladas. Os royalties da exploração do manganês financiaram diversos projetos econômicos no Amapá, como implantação de culturas de eucalipto, pinho e dendê no cerrado amapaense, a construção de siderúrgicas e a construção da Usina Hidrelétrica Coaracy Nunes. Em 1987, a antiga Vila Amazonas, então pertencente ao Município de Macapá, foi emancipada e se tornou o Município de Santana. Em 1992, a Vila Serra do Navio foi emancipada do Município de Ferreira Gomes e se tornou o Município de Serra do Navio. Na década de 1990, o esgotamento das jazidas de manganês acarretou na interrupção permanente das atividades. Atualmente, grande parte da infraestrutura deixada pela ICOMI pereceu e está inutilizada, principalmente em Serra do Navio.

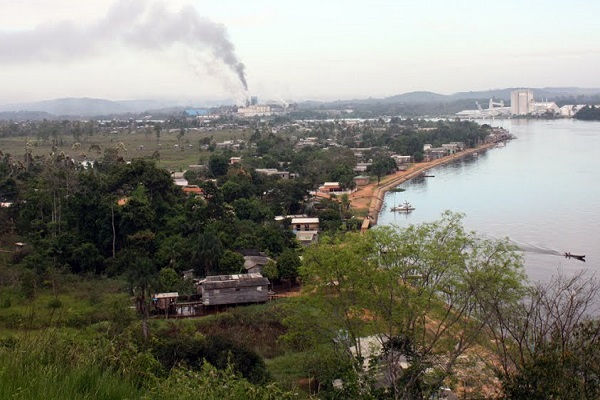
Vitória do Jari, o mais novo município amapaense, emancipado em 1995

Em 6 de janeiro de 1981 ocorreu o naufrágio do Novo Amapá, embarcação de passageiros que fazia a rota fluvial entre a Vila Amazonas (atualmente Município de Santana, Amapá) e Monte Dourado (Município de Almeirim, Pará). A embarcação com capacidade para 400 passageiros e meia tonelada de carga partiu com 600 passageiros e mais de uma tonelada de carga. No início da noite, o navio não aguentou o excesso de peso e virou dentro do Rio Amazonas, em uma região isolada próxima à foz do Rio Cajari, resultando na morte por afogamento de mais de trezentos passageiros. Os sobreviventes ficaram mais de 24 horas à deriva no Rio Amazonas à espera de resgate. Já os mortos, em avançado estado de decomposição, foram enterrados como indigentes em covas coletivas no cemitério público de Santana. O fato chocou a sociedade amapaense à época e é recorrentemente lembrado pela mídia. Desde 2012, o espetáculo teatral “Novo Amapá” relembra o episódio e reforça os cuidados para evitar perigos no transporte fluvial na Amazônia. A peça é baseada no texto "Triste Janeiro", do ator e dramaturgo Joca Monteiro. Um filme e um livro também começaram a ser produzidos sobre o episódio. A Lei Estadual n.º 2252/2017 estabeleceu o dia 06 de janeiro como Dia Estadual da Conscientização da Segurança da Navegação no Estado do Amapá.

## Geografia

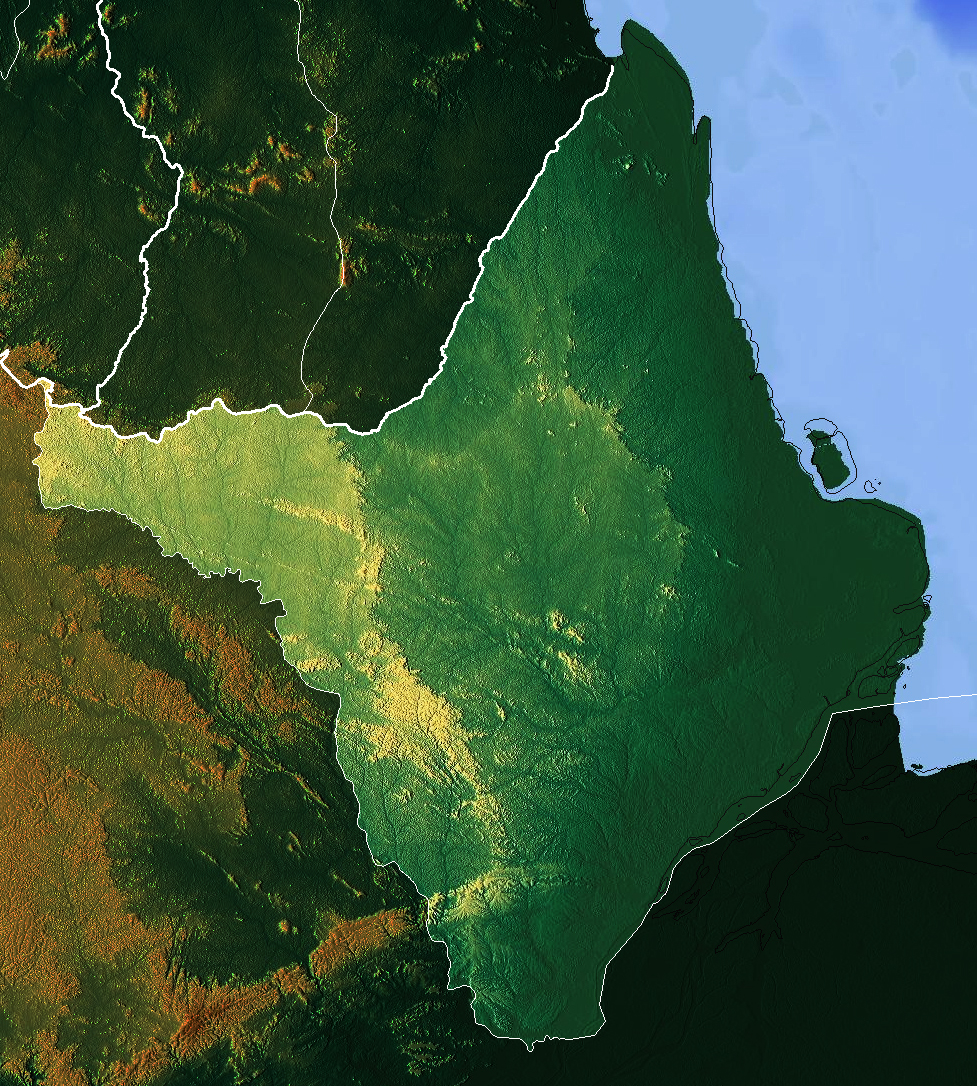
Mapa topográfico do Amapá

Localizado no Platô das Guianas (que se estende de leste a oeste desde o Amapá até a Venezuela), o estado do Amapá apresenta basicamente três modalidades de relevo: Planície Litorânea, caracterizada por ambientes propícios a inundações, pois a superfície é muito plana e dificulta a drenagem das águas; Baixo Planalto Terciário, refere-se a planaltos levemente elevados e planície litorânea; Planalto Cristalino, originário do período Pré-Cambriano, concentra diversas serras, colinas e morros.
O relevo do estado é predominantemente plano com baixas altitudes. Se faz presente nas proximidades da foz do Rio Amazonas, no litoral e na bacia do Rio Oiapoque. Na porção centro-oeste e noroeste apresentam maiores elevações, podendo atingir 500 metros acima do nível do mar, destacando-se a Serra do Tumucumaque, a Serra do Navio e a Serra Lombarda. Aproximadamente 15% do estado são cobertos por solos B latossólicos. Outros 20% são B textual não hidromórficos (comumente ácidos e de baixa fertilidade natural, um dos motivos pelo excesso de alumínio). Embora a estrutura física desses dois tipos de solo seja favorável à agricultura, a pobreza de nutrientes exige rotações de ciclos curtos, ou adições constantes de adubos. Solos hidromórficos pouco desenvolvidos cobrem 8% do território do Amapá (esses solos são afetados por erosões frequentes). Cerca de 3% dos solos do estado são concrecionários, adversos à agricultura.

Amapá segundo a classificação climática de Köppen-Geiger

Como o clima do estado é equatorial (quente e úmido), a cobertura vegetal é bastante diversificada. Apresenta ampla cobertura florestal tropical (Floresta Amazônica), classificadas em floresta de várzea e floresta de terra firme. Possui ainda pântanos, campos e cerrados na sua porção central. Nas áreas próximas ao litoral, a vegetação encontrada é o mangue. Aproximadamente 73% da área estadual é coberta pela Floresta Amazônica e cerca de 72% do território do estado são destinados a unidades de conservação (unidades de conservação, terras indígenas e comunidades remanescentes de quilombo).
O estado do Amapá, em sua totalidade, é influenciado pelo clima equatorial (Af, em Köppen) e pelo clima de monção (Am), isso significa que ocorre uma grande quantidade de calor e umidade que favorece a propagação da biodiversidade. As temperaturas médias que ocorrem no estado variam de 36 °C a 20 °C, a primeira ocorre principalmente no fim da tarde e o segundo acontece no alvorecer. O clima local apresenta duas estações bem definidas, denominadas de verão e inverno. Os índices pluviométricos ocorrem anualmente em média superior a 2 500 mm.
Cerca de 39% da bacia hidrográfica do estado faz parte da bacia do Amazonas. A rede hidrográfica do Amapá é formada por rios que desempenham um grande papel econômico na região desde a atividade pesqueira até o transporte hidroviário. A maioria dos rios do Amapá deságuam no Rio Amazonas ou diretamente no oceano Atlântico. Dessa forma, os principais rios são: Rio Amapá Grande; Rio Amapari; Rio Amazonas; Rio Apurema; Rio Araguari; Rio Caciporé; Rio Calçoene; Rio Flexal; Rio Gurijuba; Rio Jari; Rio Matapi; Rio Maracá; Rio Maracapi; Rio Mutuacá; Rio Oiapoque; Rio Pedreira; Rio Tartarugal Grande; Rio Tartarugalzinho e Rio Vila Nova.

### Unidades de conservação

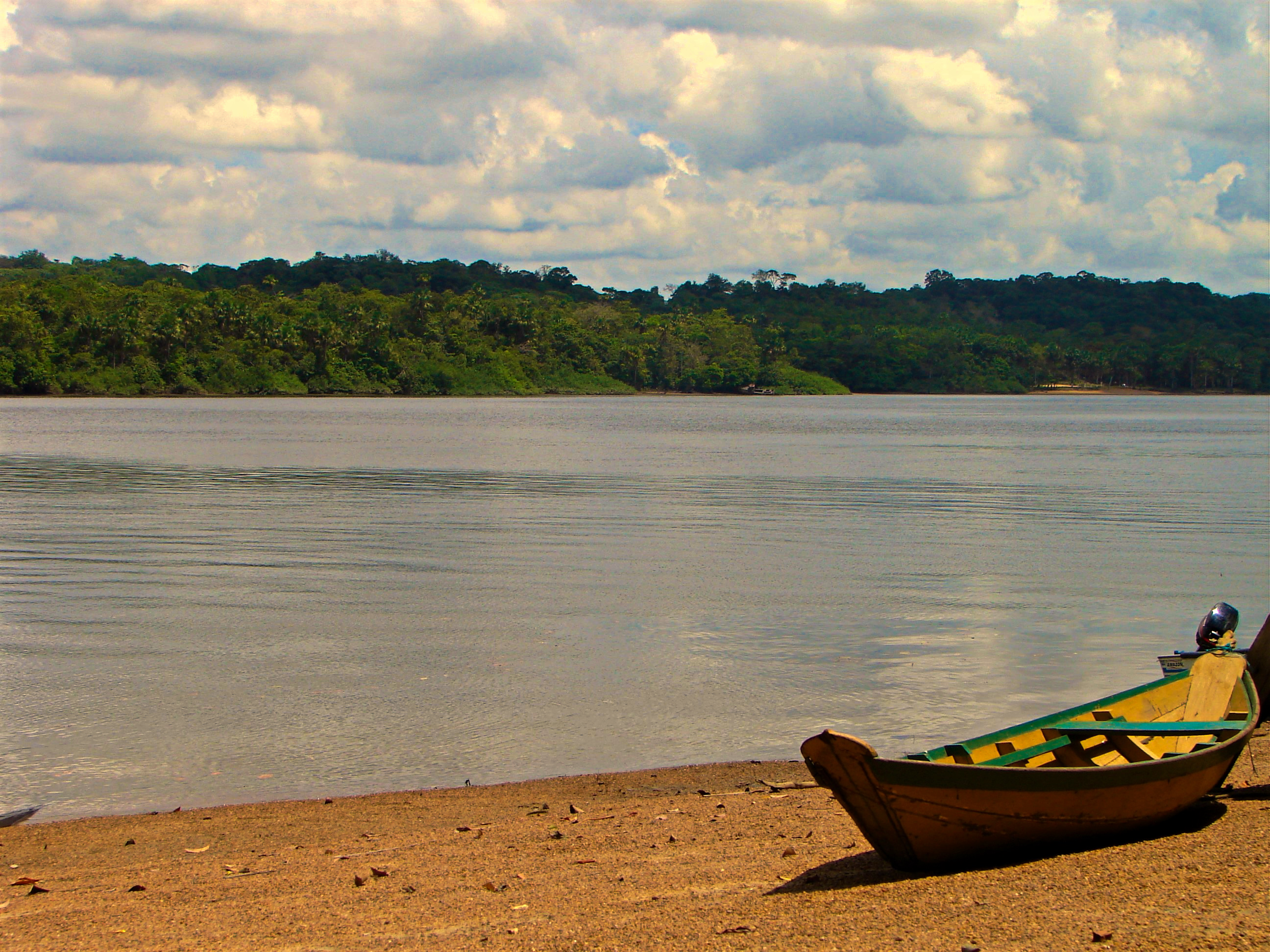
Parque Nacional do Cabo Orange

Dos 14,3 milhões de hectares de superfície, 72% (10,5 milhões de hectares) são destinados a unidades de conservação, terras indígenas e comunidades remanescentes de quilombo, tornando-o o único estado da federação a destinar um percentual tão significativo de suas terras à preservação. O Amapá abriga o Parque Nacional das Montanhas do Tumucumaque, o maior do país e um dos maiores do mundo, com cerca de 3,9 milhões de hectares. Localizado ao noroeste do território estadual, é de extrema relevância por apresentar um elevado número de espécies endêmicas e abrigar em seu entorno diferentes grupos tradicionais, como indígenas, ribeirinhos e castanheiros.
O estado possui dezenove áreas protegidas por lei que visam a conservação da mata nativa, duas municipais, cinco estaduais e doze federais. As primeiras unidades de conservação criadas foram o Parque Nacional do Cabo Orange e a Reserva Biológica do Lago Piratuba, em 1980. Após estas, vieram a Estação Ecológica Maracá-Jipióca, em 1981; e a Estação Ecológica do Jari, em 1982.

## Demografia
De acordo com estimativas de 2016 do Instituto Brasileiro de Geografia e Estatística (IBGE), a população do estado é 782 295 habitantes, sendo o vigésimo sexto estado mais populoso do Brasil, o penúltimo da Região Norte. Macapá concentra sozinha quase 60% da população estadual. Em 2007, a taxa de urbanização do estado era de 89,7%. A densidade demográfica do estado no ano de 2010, era 4,68 habitantes por km².
O estado do Amapá tem apresentado um grande crescimento populacional. Em meados de 1950 sua população somava 37 477 habitantes. Passados trinta anos (1980), essa população chegava a 175 257. Na década de 1990, as pessoas que residiam no estado somavam 289 397. Em pesquisas realizadas no ano de 2010, constatou-se que 74,5% dos habitantes do estado nasceram nele e 25,5% são naturais de outras regiões. 8,8% dos habitantes do Amapá nasceram no estado, mas não moram na sua cidade natal.
Há no estado alguns imigrantes vindo da Guiana Francesa (a maioria no município de Oiapoque) e vários outros oriundos de todas as regiões do país, dentre os quais se destacam os mineiros, goianos, paraenses, paranaenses, cearenses e maranhenses. O fluxo migratório tem aumentado nos últimos anos em razão do desenvolvimento dos setores econômicos do estado. O índice de imigração do estado foi de 0,2870 no ano de 2009, de acordo com dados do IBGE.

### Composição étnica
Segundo dados referentes à cor/raça obtidos pelo IBGE no Censo de 2022, cerca de 65,3% dos amapaenses são pardos, 21,4% são brancos, 11,8% são pretos e 1,4% são indígenas. Os 0,1% restantes são amarelos. Em 2019 realizou-se um estudo que buscou determinar a contribuição genética de ancestralidade materna do estado, sendo feito em 81 pessoas de dois municípios (55 em Macapá, e 26 em Oiapoque), e estimou origem 62% ameríndia, 20% africana, 15% europeia e 3% asiática.

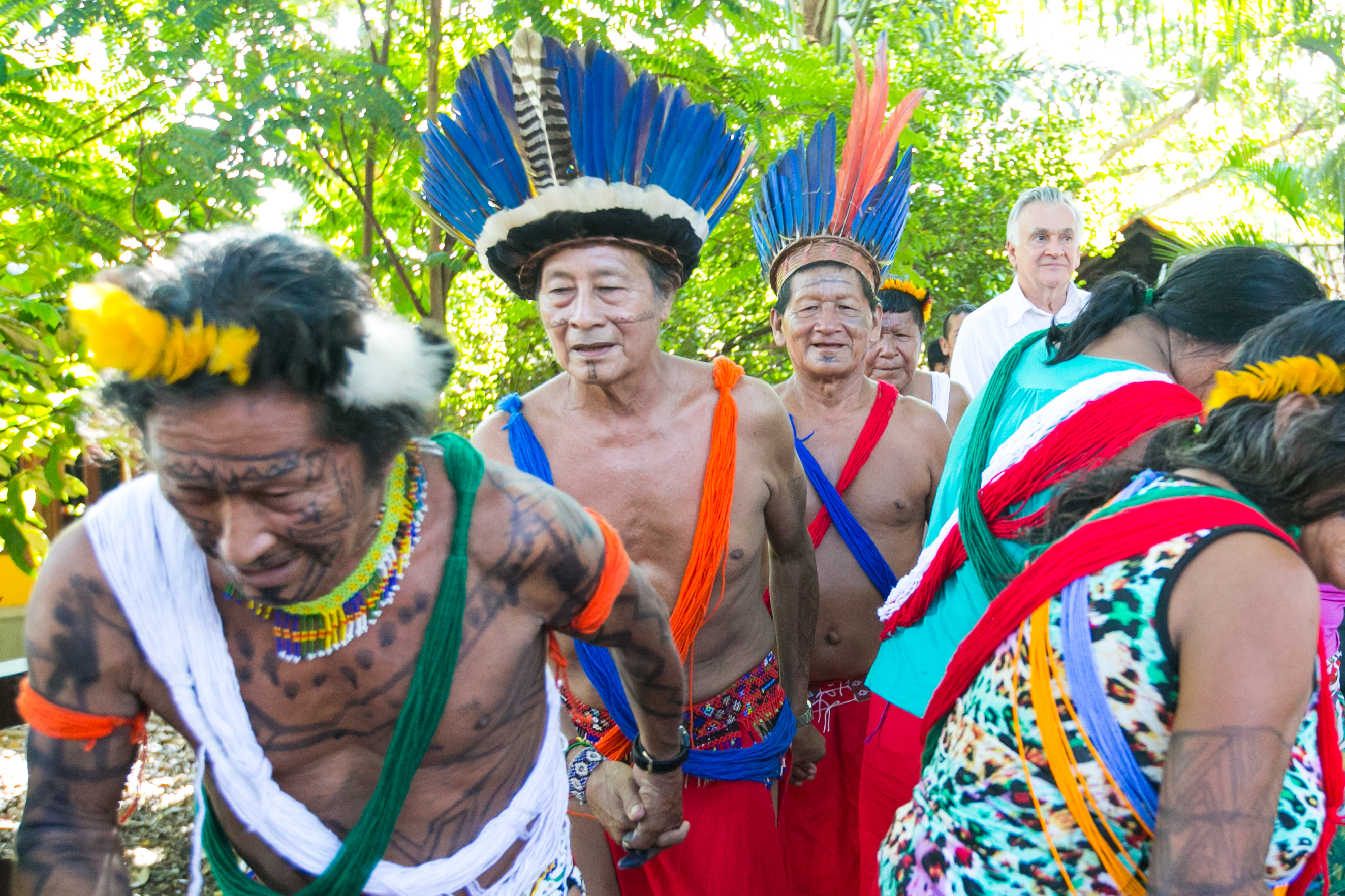
Indígenas das etnias waiãpi e apalai do Parque Indígena do Tumucumaque recepcionaram a comitiva do Ministério da Cultura em visita ao Amapá em 2015.

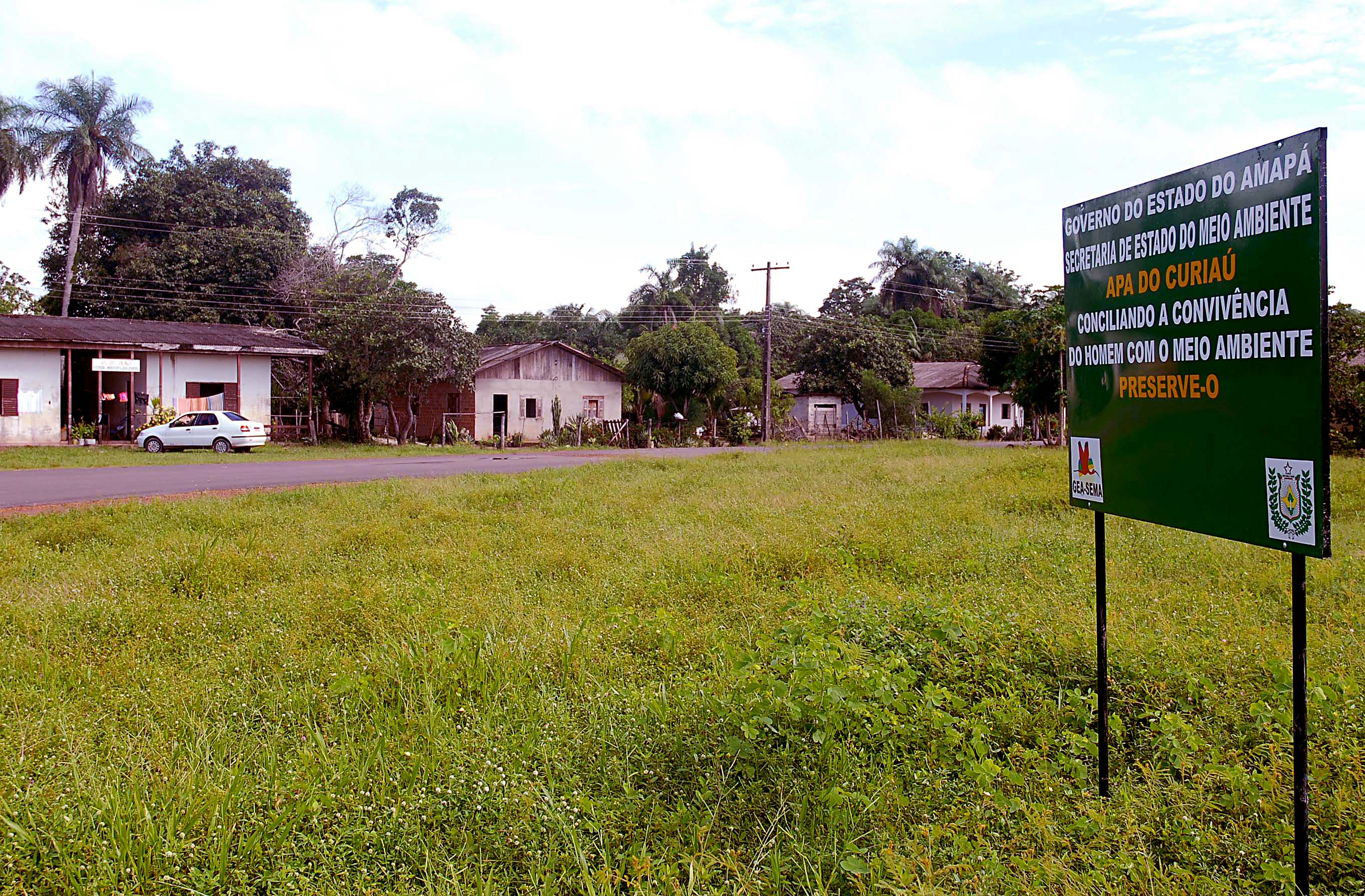
Comunidade Quilombola do Curiaú, localizada no interior da APA do Rio Curiaú, é a mais conhecida e a primeira comunidade remanescente de quilombo titulada no Amapá.

#### Indígenas
Segundo dados obtidos pelo IBGE no Censo de 2022, o Estado do Amapá abriga 10.340 pessoas que se declararam como indígenas (1,4% da população estadual). O Amapá possui 49 aldeias distribuídas em 5 terras indígenas demarcadas: Uaçá (a mais populosa, com 4 881 habitantes), Waiãpi (874), Galibi (124), Juminá (122) e Parque Indígena do Tumucumaque (nenhum habitante do lado amapaense). 99,77% dos indígenas amapaenses vivem em terras indígenas. Os municípios com as maiores populações indígenas são Oiapoque, com 8.088 pessoas (29,4% da população do município), Pedra Branca do Amapari (1.676 pessoas, 13% da população municipal) e a capital Macapá com 1.245 indígenas e cerca de 0,2% da população do município.

#### Afrodescendentes e quilombolas
Segundo o Instituto de Colonização e Reforma Agrária e a Fundação Cultural Palmares, o Amapá possui 40 comunidades remanescentes de quilombo espalhadas por nove municípios. Do total, 4 comunidades são tituladas, ou seja, já possuem o título de propriedade do território tradicionalmente ocupado: Curiaú, Conceição do Macacoari e Mel da Pedreira (Macapá); bem como São Raimundo do Pirativa (Santana). Outras 36 comunidades são apenas certificadas, isto é, são reconhecidas oficialmente como remanescente de quilombo, mas ainda não possuem o título de propriedade das terras. 26 das 40 comunidades remanescentes de quilombo se situam em Macapá, 6 em Santana e 4 em Oiapoque. Calçoene, Mazagão, Itaubal, Ferreira Gomes, Tartarugalzinho e Vitória do Jari possuem uma única comunidade certificada cada.

#### Estudos genéticos de ancestralidade
Um estudo de 1999 realizado em duas comunidades amazônicas, das quais uma no Amapá (145 pessoas do Curiaú), comunidade de descendentes africanos, apontou ancestralidade 73% africana, 26% europeia e 0% indígena. Um estudo de 2007 realizado 5 comunidades amazônicas, das quais uma no Amapá (33 pessoas de Mazagão Velho), investigou a origem materna com base no DNA mitocondrial (transmitido apenas de mãe para filha). O resultado apontou origem materna (mitocondrial) 57% indígena, 36% africana e 3% europeia. Outro estudo realizado no Curiaú identificou, dentre a ancestralidade africana, origem 50% bantu, 33% Senegal e 17% Benin. Um estudo genético realizado em 2010, com base em amostras de 307 indivíduos aleatórios de Macapá, estimou a origem dos genes em 46% europeia, 35% indígena e 19% africana. Em 2011, uma pesquisa feita com base em amostras de 130 pessoas diferentes de Macapá, estimou origem 50% europeia, 29% africana e 21% indígena. Um estudo do mesmo ano realizado em nove comunidades, das quais três no Amapá (36 pessoas de Mazagão Novo, 24 pessoas de Mazagão Velho e 48 pessoas do Curiaú), investigou a origem paterna com base no cromossomo Y (presente apenas em homens). A ancestralidade masculina em Mazagão Novo foi estimada em 77% europeia, 14% africana e 8% indígena. Em Mazagão Velho, a estimativa de origem paterna é de 52% europeia, 44% africana e 2% indígena. No Curiaú, comunidade afro-descendente, os resultados apontaram origem 73% africana, 17% europeia e 9% indígena.
Já uma pesquisa feita em 2013 com 46 amapaenses portadores de anemia falciforme (20 pretos, 18 pardos e 08 brancos) estimou a origem do gene causador da doença em 61% bantu, 26% Benin e 12% Senegal. A publicação também cita outro estudo similar realizado no Curiaú, o qual identificou, dentre a ancestralidade africana, origem 50% bantu, 33% Senegal e 17% Benin. A autora conclui que tais dados são compatíveis com os registros históricos do tráfico transatlântico de africanos escravizados para a Região Norte, os quais indicam predomínio de africanos bantu de Angola, Congo e Moçambique, além da presença bem maior de indivíduos originários do Senegâmbia (Senegal, Guiné-Bissau e Cabo Verde) se comparada com outras regiões do Brasil.

### Religiões
Segundo dados obtidos pelo IBGE no Censo brasileiro de 2010, 64% dos amapaenses são católicos romanos, 28% são evangélicos (protestantes) e 6% não professam nenhuma religião. Os demais credos somados totalizam 2% da população.

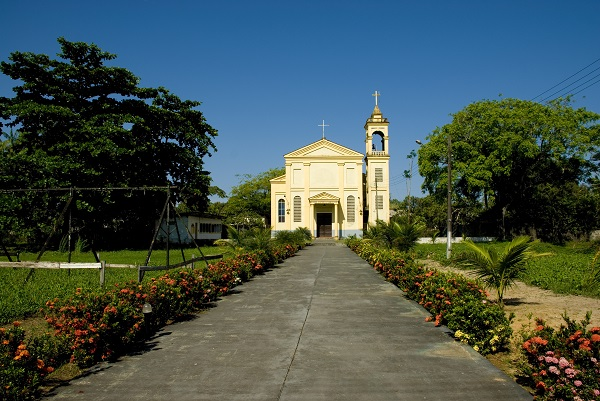
Igreja católica no município de Amapá

Em números absolutos, a Igreja Católica Apostólica Romana possui 425 459 fiéis. A Diocese de Macapá é uma circunscrição eclesiástica da Igreja Católica no estado do Amapá, pertencente à Província Eclesiástica de Belém do Pará e ao Conselho Episcopal Regional Norte II da Conferência Nacional dos Bispos do Brasil, sendo sufragânea da Arquidiocese de Belém do Pará. A sé episcopal está na Catedral de São José, na cidade de Macapá, sendo a única diocese católica do estado do Amapá. Dentre as igrejas evangélicas, a Assembleia de Deus destaca-se por ser a mais antiga (foi fundada no estado em 1917) e por ter o maior número de fiéis (100 821 membros). Em seguida, possuem o maior número de fiéis a Igreja Universal do Reino de Deus (10 101 adeptos), Igreja Adventista do Sétimo Dia (9 461), Igreja Batista (6 679), Igreja do Evangelho Quadrangular (6 468), Igreja Pentecostal Deus É Amor (3 146) e Igreja Presbiteriana (1 585). No Amapá, o Dia Estadual do Evangélico é comemorado anualmente em 30 de novembro.
As comunidades religiosas minoritárias incluem a Igreja Católica Apostólica Brasileira (4 222), Testemunhas de Jeová (4 111), espíritas (2 781), religiões afro-brasileiras (1 110), A Igreja de Jesus Cristo dos Santos dos Últimos Dias (799), Igreja Ortodoxa (301), Judaísmo (217), Budismo (145) e Islamismo (102). Macapá e Santana concentram a maioria dos praticantes de religiões de matriz africana: umbanda, tambor de Mina e candomblé (das nações africanas Queto, Efã e Angola), embora existam comunidades menores em Oiapoque e Mazagão. O Terreiro de Santa Bárbara (onde se pratica o tambor de Mina nagô) é o templo de religião de matriz africana mais antigo do estado, fundado em 1962 e dedicado ao orixá Iansã. O Dia Estadual dos Cultos Afro é comemorado anualmente em 08 de maio.

### Urbanização
O Amapá possui aproximadamente 16,2% da sua população habitando em invasões, baixadas, ressacas, favelas ou qualquer outro tipo de aglomerado subumano. Outros estudos realizados mostram que mais de dez mil moradias no estado não possuem serviços básicos, como: energia elétrica, rede de abastecimento de água, lixo coletado e rede coletora de esgoto. Numa visão geral, os dados da Pesquisa Nacional por Amostra de Domicílio (2005) mostraram que existiam 126,32 mil moradias nas áreas urbanas do estado e apenas 9,04 mil nas zonas rurais, contabilizando 135,32 mil domicílios em todo o estado; déficit habitacional do Amapá é de 30 mil moradias.

## Governo e política

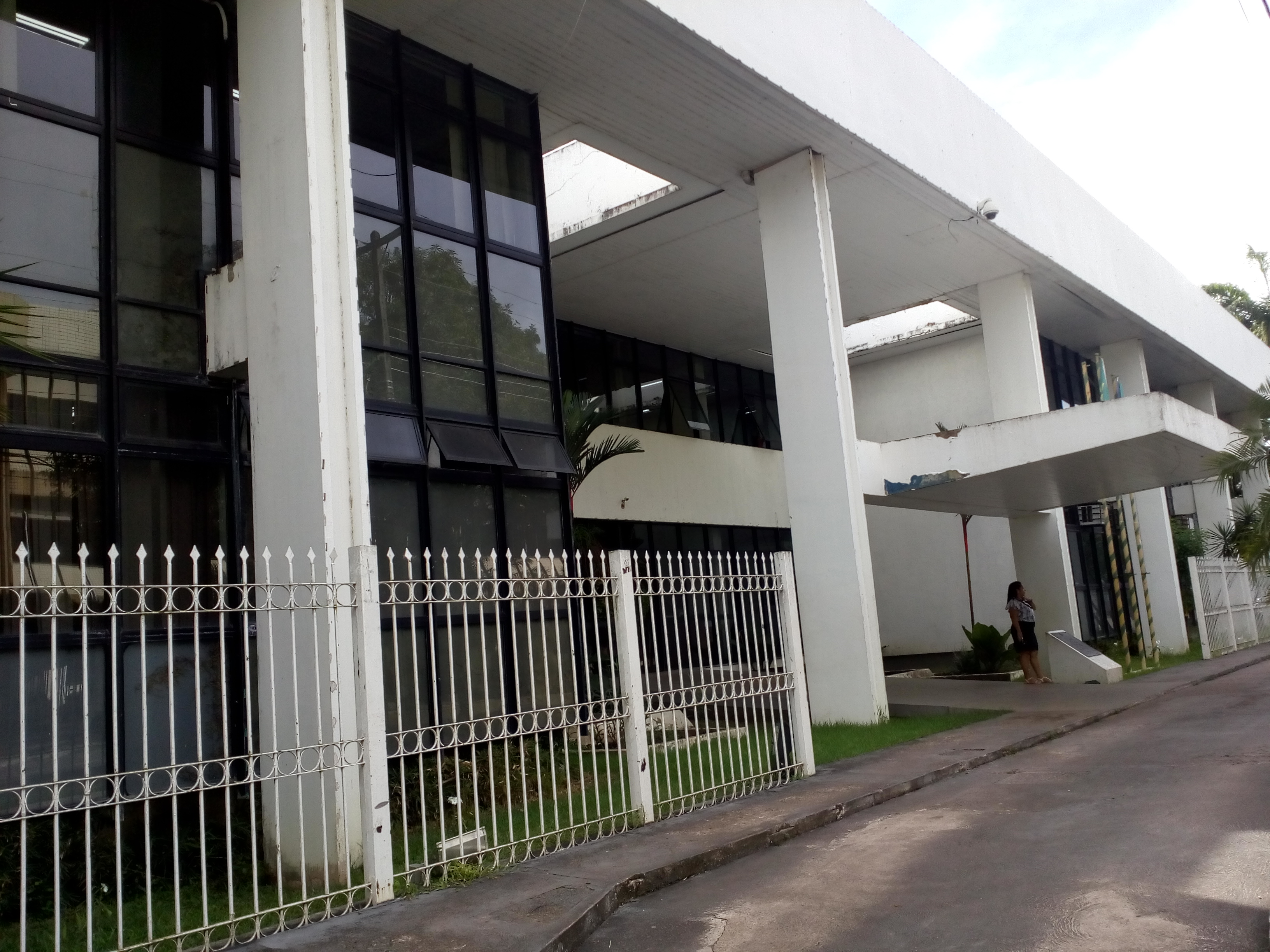
Palácio do Setentrião, sede do Governo do Estado do Amapá

O Amapá é um estado da federação, sendo governado por três poderes, o executivo, representado pelo governador, o legislativo, representado pela Assembleia Legislativa do Amapá, e o Judiciário, representado pelo Tribunal de Justiça do Estado do Amapá e outros tribunais e juízes. Também é permitida a participação popular nas decisões do governo através de referendos e plebiscitos.
Atualmente, o governador do Amapá é Clécio Luís, que assumiu em 1º de janeiro de 2023, assumindo o cargo precedido por Waldez Góes. Macapá é o município com o maior número de eleitores, com 289 811 destes. Em seguida aparecem Santana, com 76 040 eleitores, Laranjal do Jari (28 621 eleitores), Oiapoque (19 013 eleitores) e Mazagão, Porto Grande e Vitória do Jari, com 14,8 mil, 13,3 mil e 9,7 mil eleitores, respectivamente. O município com menor número de eleitores é Pracuuba, com 3,2 mil.
Tratando-se sobre partidos políticos, todos os 35 partidos políticos brasileiros possuem representação no estado. Conforme informações divulgadas pelo Tribunal Superior Eleitoral (TSE), com base em dados de abril de 2018, o partido político com maior número de filiados no Amapá é o Partido Socialismo e Liberdade (PSOL), com 10 583 membros, seguido do Partido Democrático Trabalhista (PDT), com 10 204 membros e do Partido da Social Democracia Brasileira (PSDB), com 7 589 filiados.
Completando a lista dos cinco maiores partidos políticos no estado, por número de membros, estão o Partido dos Trabalhadores (PT), com 7 045 membros; e o Democratas, com 6 547 membros. Ainda de acordo com o Tribunal Superior Eleitoral, o Partido Novo (NOVO) e o Partido Pátria Livre (PPL) são os partidos políticos com menor representatividade na unidade federativa, com 17 e 219 filiados, respectivamente.

## Subdivisões
O Amapá é composto por 16 municípios dentre eles destacamos a capital Macapá, juntamente com Santana, Mazagão, Pracuuba, Cutias, Tartarugalzinho, Porto Grande, Serra do Navio, Calçoene, Amapá, Pedra Branca do Amapari, Vitória do Jari, Laranjal do Jari, Ferreira Gomes, Oiapoque e Itaubal do Piririm.

### Regiões intermediárias e imediatas

Divisão das regiões intermediárias (vermelho) e imediatas (cinza)

O Amapá é composto por 16 municípios, que estão distribuídos em quatro regiões geográficas imediatas, que por sua vez estão agrupadas em duas regiões geográficas intermediárias, segundo a divisão do Instituto Brasileiro de Geografia e Estatística (IBGE) vigente desde 2017.
As regiões geográficas intermediárias foram apresentadas em 2017, com a atualização da divisão regional do Brasil, e correspondem a uma revisão das antigas mesorregiões, que estavam em vigor desde a divisão de 1989. As regiões geográficas imediatas, por sua vez, substituíram as microrregiões. Na divisão vigente até 2017, os municípios do estado estavam distribuídos em quatro microrregiões e duas mesorregiões, segundo o IBGE.
| Região geográfica intermediária | Código | Número de municípios | Regiões geográficas imediatas | Código | Número de municípios |
| ------------------------------- | ------ | -------------------- | ----------------------------- | ------ | -------------------- |
| Macapá                          | 1601   | 6                    | Macapá                        | 160001 | 4                    |
| Macapá                          | 1601   | 6                    | Laranjal do Jari              | 160002 | 2                    |
| Oiapoque-Porto Grande           | 1602   | 10                   | Oiapoque                      | 160003 | 6                    |
| Oiapoque-Porto Grande           | 1602   | 10                   | Porto Grande                  | 160004 | 4                    |

## Economia

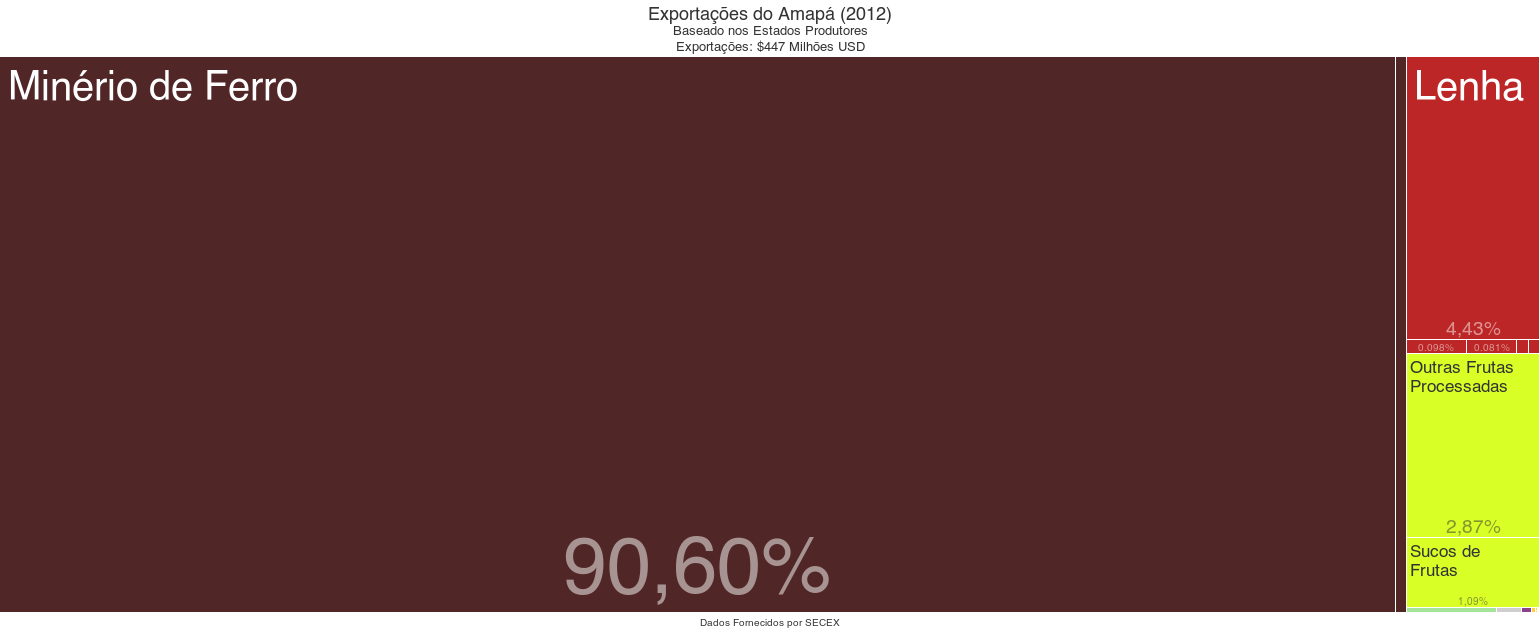
Exportações do estado em 2012

A Balança Comercial que representa a contabilidade de entrada e saída de bens tangíveis, no período de 2003 a 2009 apresentou um desempenho com um superávit de 74,4%. As exportações apresentaram um resultado de US$ 774 milhões e as importações US$ 198 milhões. Os produtos de origem mineral foram os que mais contribuíram com o crescimento das exportações e para as importações estiveram a entradas de bens de capital, tendo em vista a compra de bens de investimentos pelas empresas. A arrecadação do ICMS, principal componente da arrecadação própria estadual cujo comportamento se relaciona com o desempenho das atividades econômicas, obteve em 2009 um crescimento nominal de R$ 62,2 milhões, correspondendo um incremento de 17,7%, perfazendo uma média anual de 16,9%, nos últimos sete anos. O Amapá exportou, em 2012, cerca de US$ 447 000 000,00 (quatrocentos e quarenta e sete milhões de dólares), divididos principalmente entre minério de ferro (90,60%), lenha (4,43%), outras frutas processadas (2,87%) e sucos de frutas (1,09%).

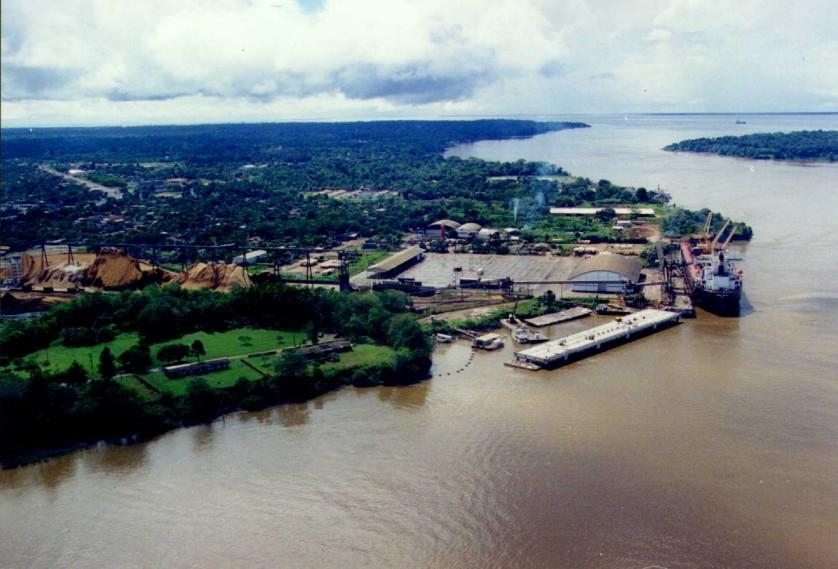
Porto de Santana, o mais importante ponto de movimentação de mercadorias via fluvial do estado.

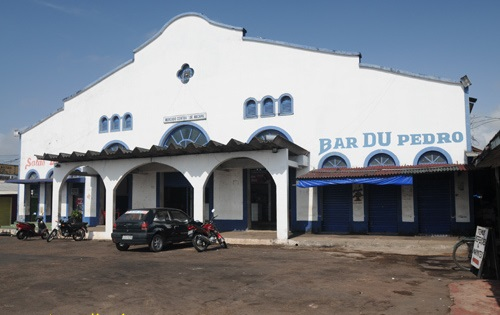
Mercado Central de Macapá

O setor primário é o menos relevante para a economia do estado do Amapá, representando apenas 3,2% da economia amapaense. Dentre os principais produtos produzidos no estado estão: a castanha-do-pará, mandioca e o arroz. Deste último, são produzidas 2 140 toneladas anualmente em uma área correspondente a 2 638 Hectares de terra. De feijão, são produzidas 1 102 toneladas em uma área de 1 450 Hectares. Já a produção de milho, corresponde a 1 792 toneladas anualmente plantadas em uma área de 2 132 Hectares. Na criação de bovinos, o estado conta com (aproximadamente) 114 773 cabeças de gado (95% destes são para consumo e 5% para a produção de leite e derivados), a maior parte dos bovinos do estado se concentra na capital e na cidade de Amapá (as duas cidades representam juntas 45% de todo o gado do Amapá). A criação de suínos soma 30 055 cabeças, a de bubalinos soma 214 271 cabeças, a de galos, frangas e frangos soma 47 348 cabeças, a de equinos passa dos 5 294 cabeças. A cidade de Amapá tem a maior fonte de pescado artesanal do estado, destaque para: gurijuba, pirarucu, uritinga, pirapema, tucunaré, apaiari e branquinha.
Não há uma verdadeira economia industrial no estado, este setor representa apenas 10% de toda a economia do Amapá. Na cidade de Santana, há um distrito industrial com um número regular de empresas. Na capital e em alguns outros municípios, há serrarias, fábricas de tijolos e a extração mineral e vegetal. Nesta última, destaca-se o município de Amapá como a exploração de cassiterita e a tantalita, o município de Serra do Navio com o manganês e o município de Calçoene com a extração de ouro das minas subterrâneas. A extração de madeira também é forte no estado, porém muitas vezes mascara a extração ilegal.
Este é considerado o setor de maior importância para o estado, por representar sozinho 86,8% de toda sua riqueza. O comércio é uma das maiores fontes de renda para o Amapá, representando quase metade deste setor, mas o serviço público, é a que mais cresce durante as últimas décadas e a que mais tem contribuído para o crescimento e desenvolvimento econômico do Amapá. As empresas privadas são responsáveis por, aproximadamente, 70% dos postos de trabalho, no ano de 2006 surgiram mais de mil empresas e o emprego no segmento industrial cresceu 33%, número superior à média nacional que é de 23%. O turismo também é de grande importância para a economia local, dentre os principais destinos turísticos do estado, podemos destacar: a capital, a cidade de Serra do Navio, Mazagão, Oiapoque, Amapá, Ferreira Gomes e Porto Grande.

## Infraestrutura

### Educação

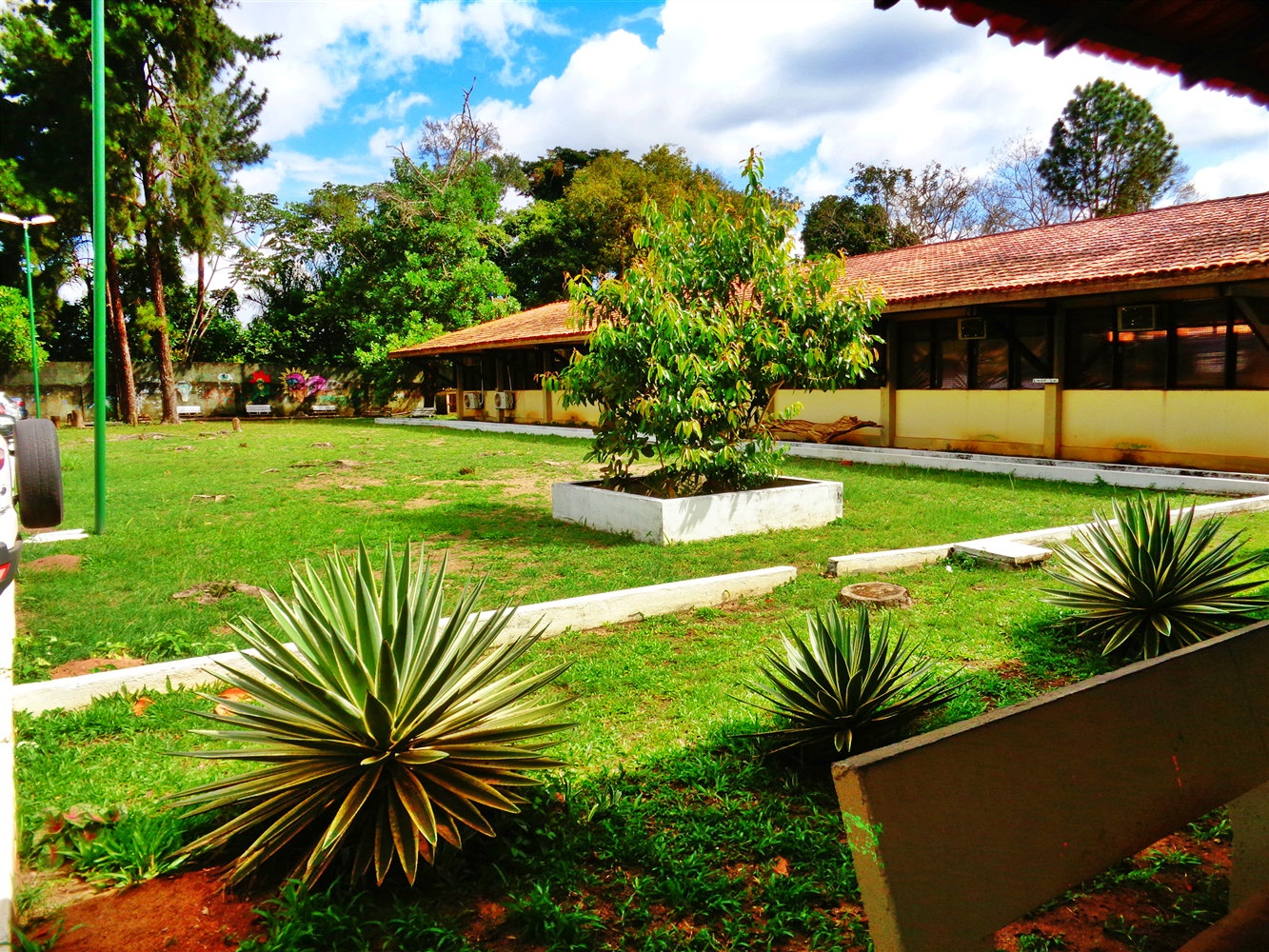
Campus Santana da Universidade Federal do Amapá

A taxa de analfabetismo dos residentes do estado do Amapá com idade de 10 a 14 anos é de 4,9%, já de pessoas com idade igual ou superior a 15 anos era de 8,4% (segundo o Censo demográfico de 2010). Neste mesmo ano, 74,2% das crianças entre 4 e 6 anos estavam na escola (uma média abaixo da nacional que era de 85%), entre as crianças de 7 a 14 anos, essa porcentagem era de 95,9% (acima da média regional) e as pessoas entre 15 e 17 anos que estavam na escola somavam 83,3% (igual a média brasileira).
Em relação à conclusão do ensino fundamental: 57,3% dos jovens de idade igual ou inferior a 16 anos tinham terminado o 1º grau; uma queda no índice que em 2008 marcava 58,7%. A conclusão do ensino médio dos jovens com idade acima de 19 anos era de 55,6% no ano de 2008 e obteve uma queda drástica para 38,4%. No ano de 2009, foram registradas: 1 958 matrículas em creches, 20 488 na pré-escola, 142 552 no ensino fundamental e 35 648 no ensino médio. Já o tempo médio de permanência no sistema é de 8,4 anos no ensino fundamental e de 3,4 anos no EM, resultando numa média de 10,2, média acima da nacional que é de 9,7 anos.
O IDEB amapaense é 3,1 no ensino médio, de 4,1 nos anos iniciais do ensino fundamental e de 3,7 nos anos finais do ensino fundamental; em nenhum desses índices a média ficou acima da nacional. A taxa de aprovação no estado durante o EM é de 73,6% e a de reprovação é de 11,1%.
O estado conta com duas instituições de ensino superior públicas, a Universidade Federal do Amapá e a Universidade Estadual do Amapá, ambas com sede em Macapá. Há também o Instituto Federal do Amapá, que foi fundado em 29 de dezembro de 2008. A UNIFAP tem campus nos municípios de Laranjal do Jari, Oiapoque, Santana e Tartarugalzinho, além da capital. Existem várias faculdades particulares, a maioria na capital, são as principais: Centro de Ensino Superior do Amapá (CEAP), Faculdade SEAMA, Universidade Paulista (UNIP), IMMES, Universidade Estácio de Sá, IESAP e outras.

### Saúde

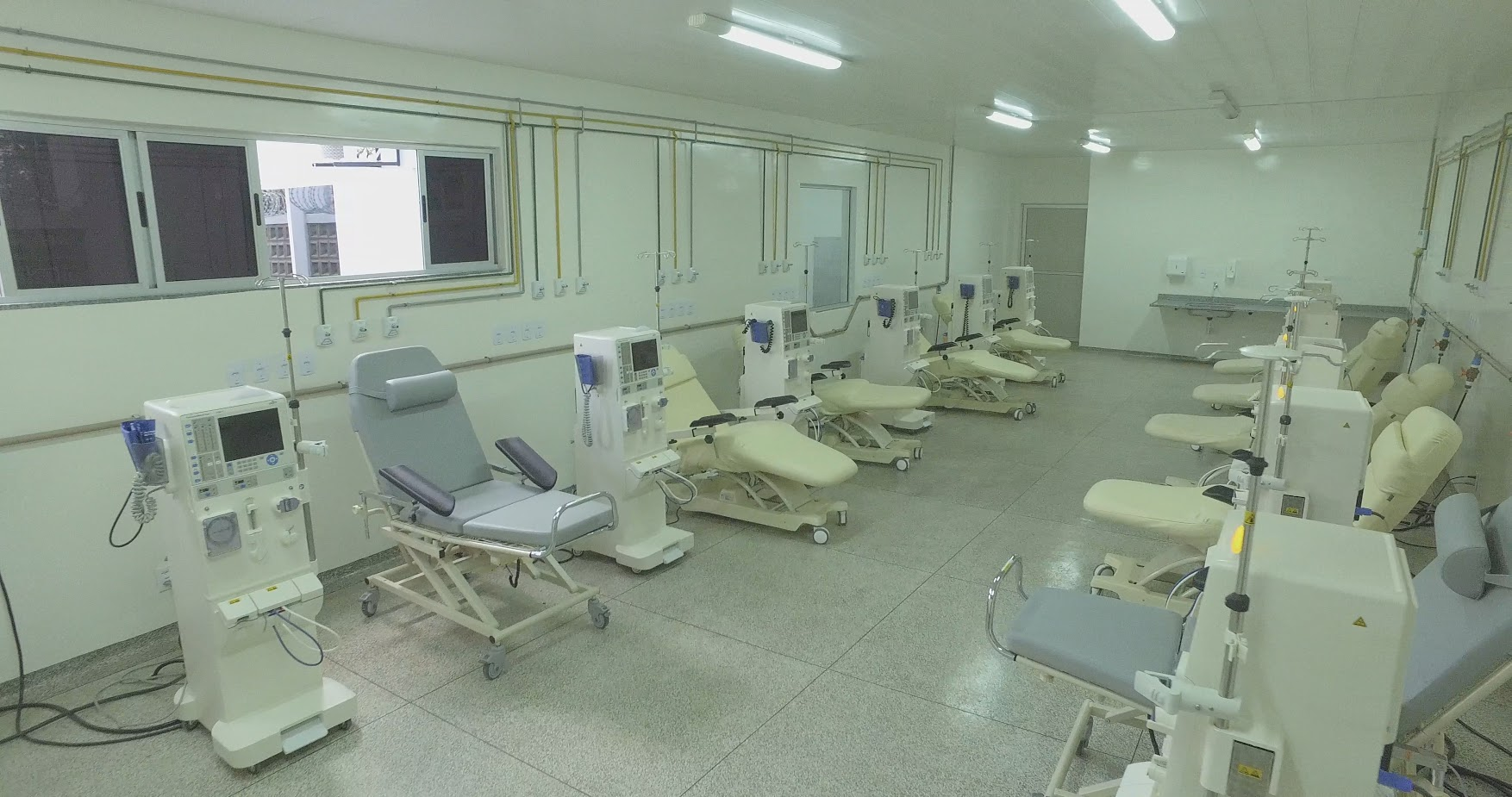
Enfermaria de nefrologia do Hospital de Clínicas Alberto Lima, em Macapá

A situação em que a saúde no estado encontra-se é de insuficiência para atender toda a população. Alguns dos indicadores da saúde encontram-se abaixo ou na média nacional, é o caso da média da mortalidade infantil, que foi de 22,5 por 1 000 nascidos (igual a média brasileira). Tal índice pode ser comparado ao de países como Tunísia e Belize. Os dados de 2009, mostram que o estado conta com 288 estabelecimentos públicos de saúde, foram contabilizados 852 leitos nos hospitais públicos. A maternidade da capital é a Maternidade Mãe Luzia, criada em 13 de setembro de 1953 e que atende aos pacientes de todo o estado e de municípios do Pará, tais como: Afuá, Almerim, Anajás, Chaves, Breves e Gurupá. Na maternidade, estão disponíveis 180 leitos. Em relação a expectativa de vida do povo amapaense, ela é de 67,2 anos entre os homens e de 75,0 anos entre as mulheres.

### Segurança Pública

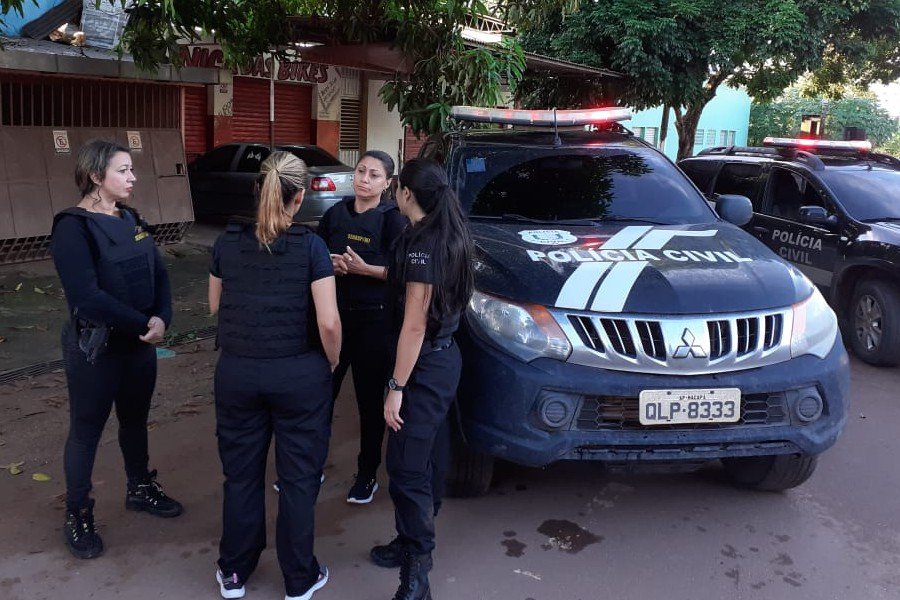
Policiais e viaturas da Polícia Civil do Estado do Amapá

No levantamento realizado pelo Ministério da Justiça no ano de 2008, foi mostrado que a região norte do Brasil representa 8,9% de todos os homicídios dolosos do país. Em 2022, Amapá é o estado mais violento do país, tendo 50,6 mortes para cada grupo de 100 mil habitantes.
A Polícia Militar do Estado do Amapá (PMAP) tem por função primordial o policiamento ostensivo e a preservação da ordem pública. Seus integrantes são denominados militares estaduais, assim como os membros do Corpo de Bombeiros Militar do Estado do Amapá (CBMAP), e ambos estão subordinados ao governador do estado, sendo considerados força auxiliares e reserva do Exército Brasileiro. O Corpo de Bombeiros Militar do Estado do Amapá é uma Corporação cuja principal missão consiste na execução de atividades de Defesa Civil, Prevenção e Combate a Incêndios, Buscas, Salvamentos e Socorros Públicos em todo o estado. À Polícia Civil do Estado do Amapá cabe as funções de investigação criminal e de polícia judiciária, por meio da repressão ao crime, após a ocorrência de ilícitos, bem como o auxílio ao Poder Judiciário no cumprimento de mandados de prisão.

### Transportes

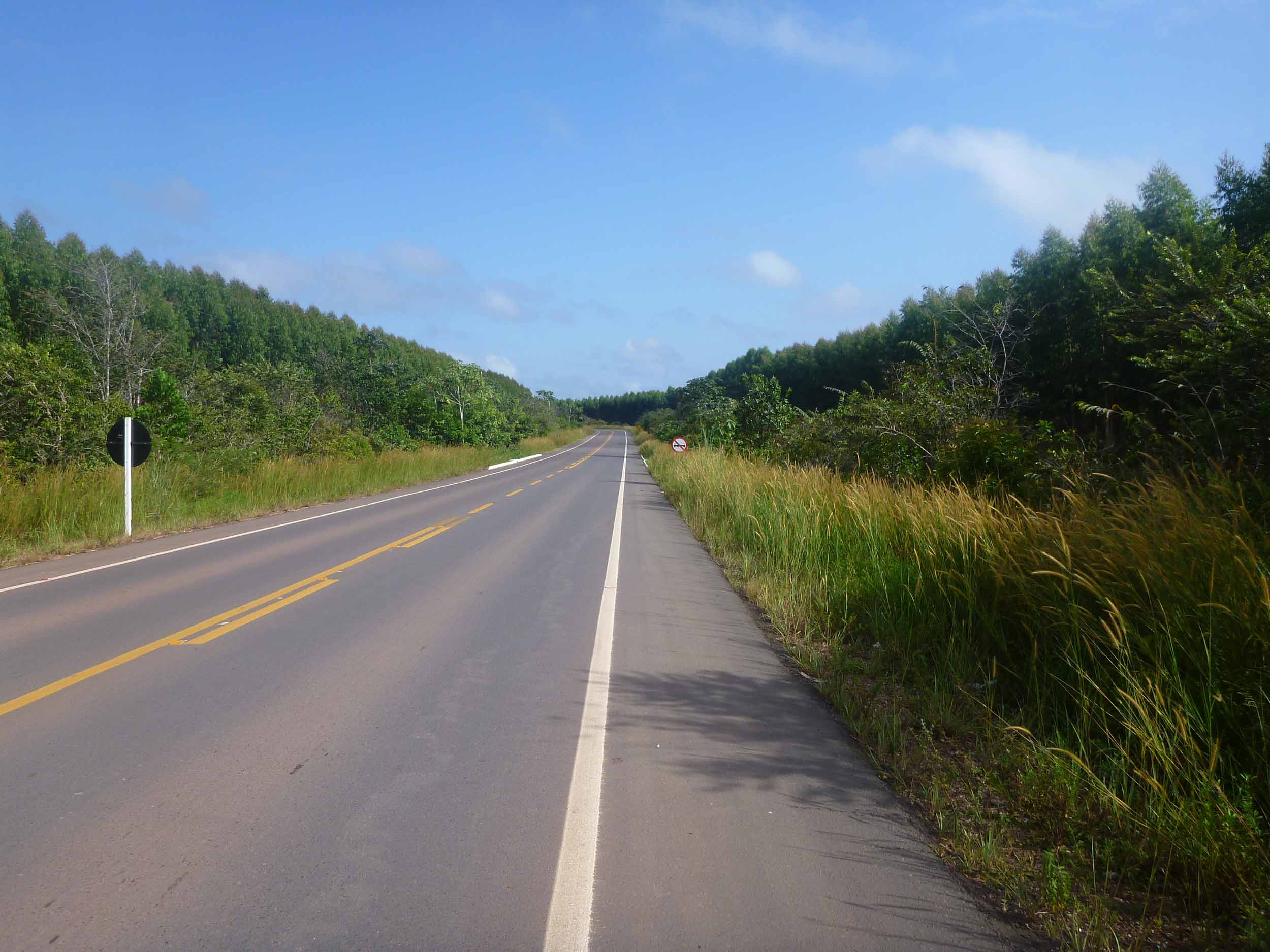
Rodovia BR-156

O estado possui duas rodovias federais: a BR-156 e a BR-210. A BR-156 possui 822,9 km de extensão, passando por Santa Clara, Camaipi, Porto Grande, Tartarugalzinho, Beiradão, Igarapé e Água Branca. Esta estrada faz parte do projeto da Transguianense, isto é, uma estrada de 2.346 quilômetros que vai ligar as capitais dos Estados do Amapá e Roraima, passando pela Guiana Francesa e dois países vizinhos, Suriname e Guiana. A rodovia termina na Ponte da Amizade entre Brasil e Guiana Francesa, a cinco quilômetros de Oiapoque.

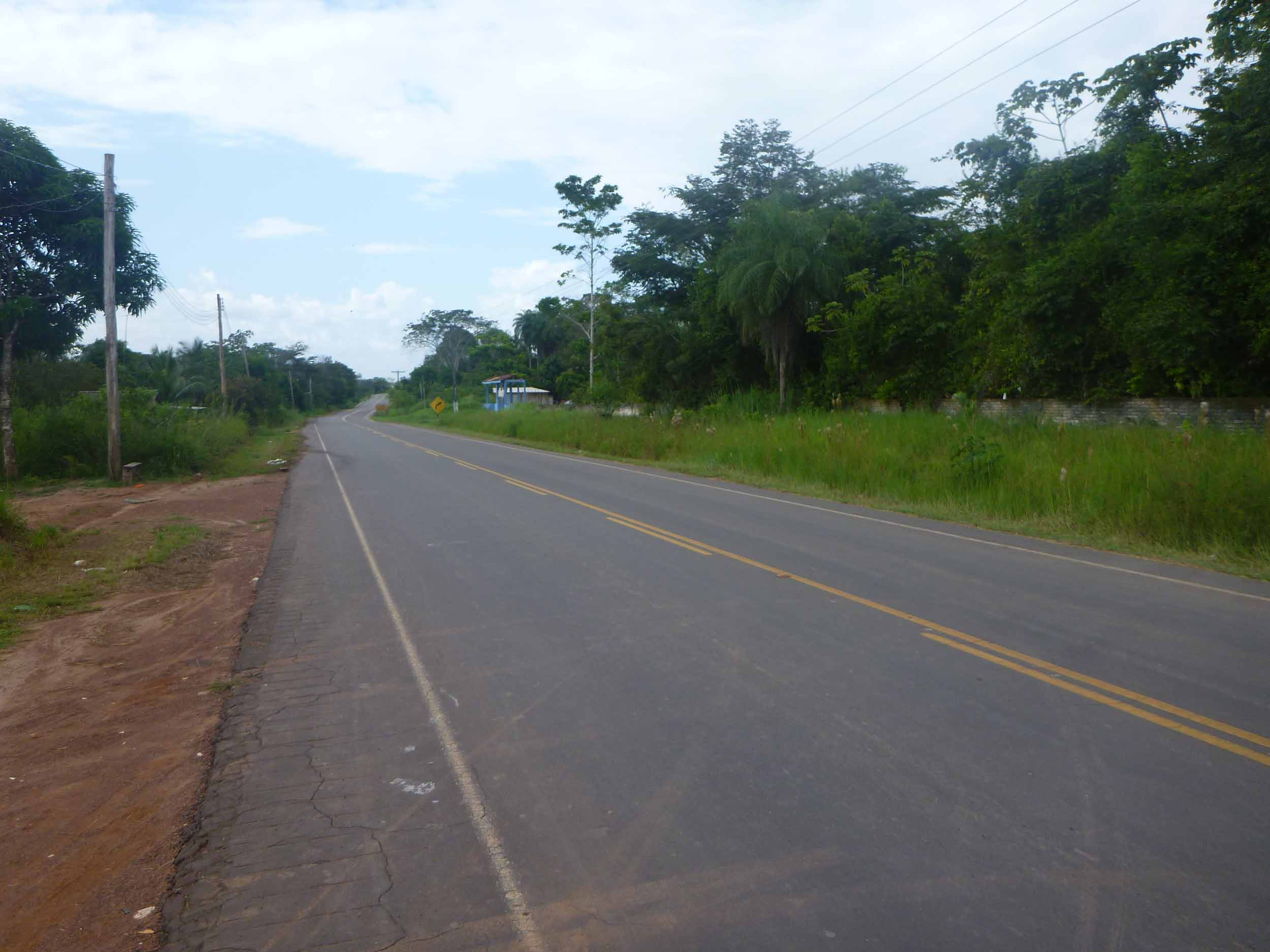
Rodovia AP-010

A BR-210 é a segunda rodovia federal no estado, ela também recebe o nome de Perimetral Norte e é menor em relação a BR-156, tendo um pouco mais de 471 quilômetros de extensão. A estrada passa pelas cidades de Macapá, Porto Grande, Pedra Branca do Amapari e Serra do Navio, terminando na divisa do estado com o Pará. Foi projetada durante o regime militar para "cortar" a Amazônia (desde o Amazonas até o Amapá). A obra tem inúmeros trechos que passam por dentro de terras indígenas.
Já as rodovias estaduais são quatro: AP-010, AP-020, AP-030 e a AP-070. As duas primeiras (AP-010 e AP-020) ligam a capital do estado a Santana, a segunda cidade mais populosa. A terceira (AP-030) interliga Macapá ao município de Mazagão, passando pela ponte sobre o Rio Vila Nova e a quarta (AP-070) abrange Curiaú, São Francisco da Casa Grande, Abacate da Pedreira, Santo Antônio da Pedreira, Inajá, Corre Água, São Joaquim do Pacuí, Santa Luzia, Gurupora e Cutias do Araguary.
Foi construída uma ponte binacional sobre o Rio Oiapoque, que liga o estado do Amapá à Guiana Francesa. Localizada a 5 km da cidade de Oiapoque (600 km de Macapá), as obras tiveram início em 13 de julho de 2009 e terminaram no final de 2011 - a um custo aproximado de 71 milhões de reais. A ponte foi finalmente inaugurada e liberada para o tráfego no dia 18 de Março 2017. Também foi construída a ponte sobre o Rio Vila Nova, com 420 metros de comprimento, ligando Macapá (a capital do estado), Santana (município vizinho) a Mazagão, a obra começou no mês de maio de 2009 e terminou no segundo semestre de 2010. O investimento da ponte girou em torno de R$ 30 milhões; um acidente ocorrido em março de 2010, e que deixou cinco mortos, atrasou as obras. Uma segunda ponte, sobre o Rio Matapi, começou a ser construída em dezembro de 2013 ligando por definitivo Macapá a Mazagão. Com um custo de R$ 90 milhões, a edificação foi projetada com 612 metros de comprimento.
O estado possui uma ferrovia: a Estrada de Ferro Amapá (EFA), que possui 194 km de extensão e bitola standard de 1,435 m, ligando os municípios de Santana e Serra do Navio e atravessando municípios como Pedra Branca do Amapari e Porto Grande. A ferrovia foi inaugurada em 1957 pela mineradora ICOMI para o transporte de manganeses provenientes das minas de Serra do Navio e de cargas gerais para fins de exportação, bem como para o transporte de passageiros, onde foram construídas estações e paradas para atender aos mesmos nas cidades atravessadas pela linha férrea, muitas vezes carregando a pequena produção agrícola familiar. Após a paralisação das atividades da ICOMI em 1997, a ferrovia foi entregue ao Governo do Amapá, que em 2006, a concedeu para a MMX Mineração.
Na primeira metade da década de 2010, o controle foi repassado à mineradora inglesa Anglo American e posteriormente à indiana Zamin, que após o desabamento do Porto de Santana em 2013 e sucessivas crises financeiras internas, teve sua licitação extinta em 2015. Desde então, o transporte ferroviário no Amapá encontra-se com suas operações paralisadas, tanto para cargas como para passageiros.
Pela ferrovia, os trens de passageiros realizavam três viagens semanais entre Santana e Serra do Navio, às segundas, quartas e sextas-feiras. Segundo a média realizada em 1997, costumavam transportar cerca de 84 mil passageiros, enquanto os cargueiros transportavam cerca de 1 milhão de toneladas de mercadorias (manganês, ferro-silício, dormentes, areia, explosivos, cromo e etc.), equivalente a 194 milhões de TKU. Já em 2011, 56.624 passageiros circulavam pela EFA, sendo que 6.435 viajavam gratuitamente.

### Energia
O estado tem geração de energia elétrica em quatro usinas hidrelétricasː Cachoeira Caldeirão, Coaracy Nunes e Ferreira Gomes, no rio Araguari; e Santo Antônio do Jari, no rio Jari. A geração de energia é complementada com usinas termelétricas.

## Cultura

### Culinária

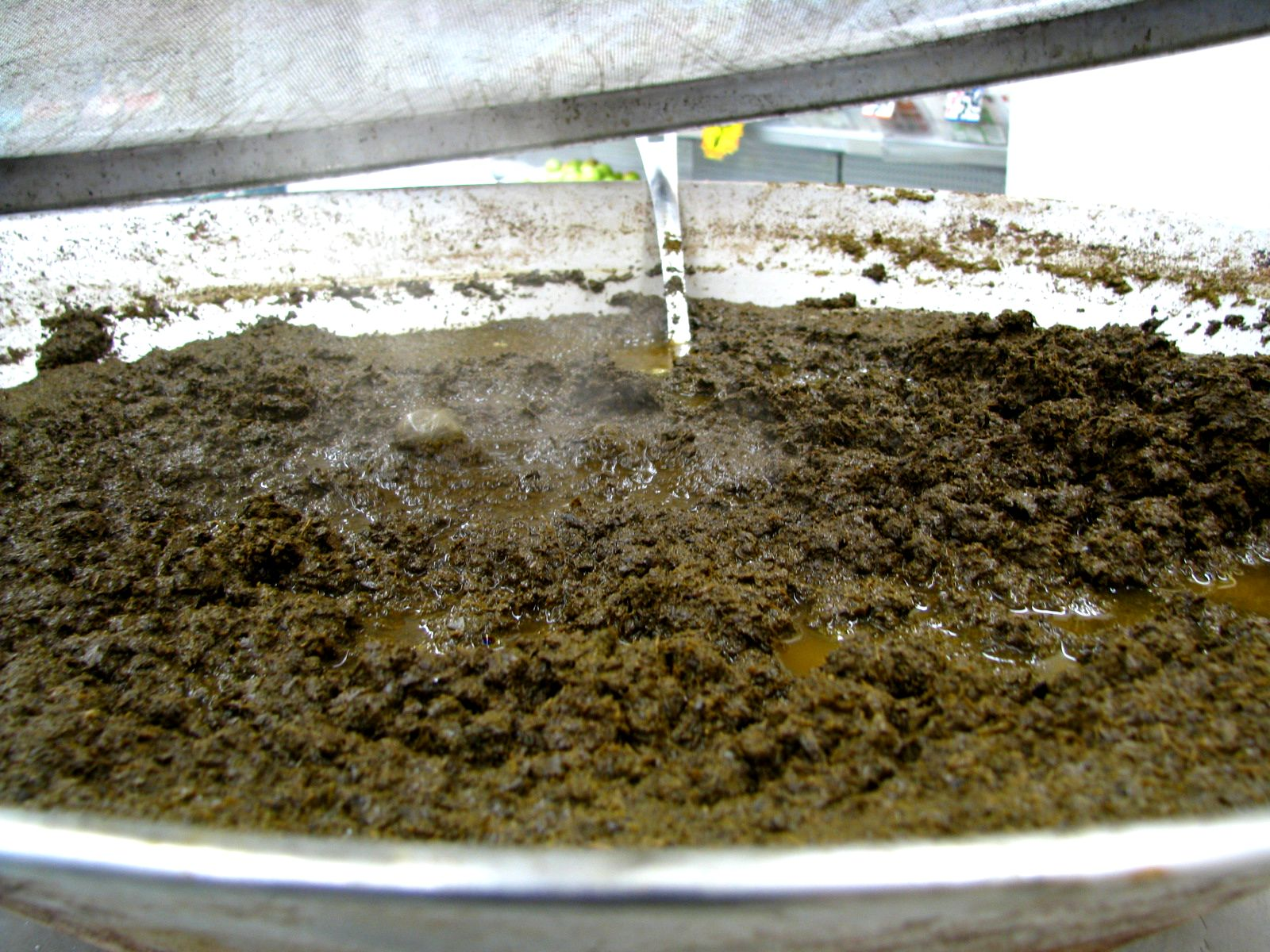
Maniçoba

Os pratos típicos amapaenses compõem a culinária amazônica e possuem similaridade com a culinária de outras regiões do Brasil, em especial, do estado do Pará. O mais representativo prato típico do estado é o açaí acompanhado de farinha de mandioca e alguma proteína, como peixes, camarão regional, frango ou carne vermelha. A farinha pode ser artesanal (vindas das comunidades ribeirinhas e quilombolas do interior) ou processada, fina ou grossa. Outras combinações populares são o açaí com açúcar, com farinha de tapioca ou mesmo o açaí puro. Um litro de açaí custa de oito a vinte reais, a depender da época do ano e da qualidade. A bacaba, parente do açaí, é tão popular quanto e também é bastante consumida. Outro prato popular é o camarão no bafo. O camarão é cozido no vapor e temperado apenas com sal, limão, tucupi e pimenta e servido com açaí e uma porção de farofa.
Além do açaí e suas diversas combinações, os amapaenses compartilham com os paraenses pratos como a maniçoba, o pato no tucupi (tradicionais durante as festividades do Círio de Nazaré, em outubro), o tacacá e a pupunha com café. Talvez pela secular migração nordestina para a região amazônica, receitas como o vatapá e o caruru são comuns no estado e considerados pratos típicos. É especialmente representativa da cultura amapaense, a gengibirra, bebida alcoólica feita com gengibre, cachaça, água e açúcar, consumida durante as rodas de marabaixo (dança folclórica afro-amapaense), juntamente com o caldo de carne servido durante a festa.[carece de fontes?]

### Eventos

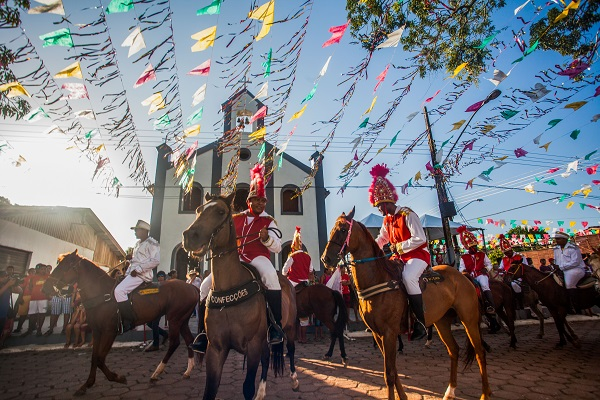
Festa de São Tiago no município de Mazagão, 2015

A Festa de São Tiago é um evento tradicional no município de Mazagão, na área conhecida como Mazagão Velho. Realizada  anualmente na segunda quinzena do mês de julho desde 1777, o festejo relembra as batalhas travadas entre mouros e cristãos na então colônia portuguesa de Mazagão Africana, hoje El Jadida, no Marrocos. Segundo a tradição, um soldado anônimo que se acredita ser São Tiago apareceu e conduziu os cristãos à vitória. A tradição chegou na região em com as 163 famílias de colonos portugueses se mudaram para esta área em 1770, fundando a Mazagão Amazônica, a atual vila de Mazagão Velho. A festa de São Tiago inclui missas, novenas, ladainhas, procissões, marabaixo e batuque, mas o ponto alto da festa são as cavalhadas e as encenações teatrais, realizadas pelos próprios moradores, dos eventos ocorridos há trezentos anos na África. Desde 12 de Junho de 2012, o dia 25 de julho é feriado estadual.
A história do Círio de Nazaré na cidade de Macapá se inicia em no ano de 1934. A então primeira dama da capital, Ester Benoniel Levy, comandou um grupo de senhoras religiosas, que faziam parte da Congregação das Filhas do Coração Imaculado de Maria, na realização do evento. O número de fiéis que compareceu ao evento ultrapassou o número de fiéis que compareceu a festa do padroeiro da cidade, São José. Assim como no estado do Pará, o evento é realizado no segundo domingo do mês de Outubro e segundo os últimos levantamentos da Polícia Militar, mais de 300 mil pessoas participam todo ano da passeata. Atualmente, a saída é da Igreja Nossa Senhora de Fátima com destino à Igreja de São José de Macapá, na rua São José.

### Marabaixo

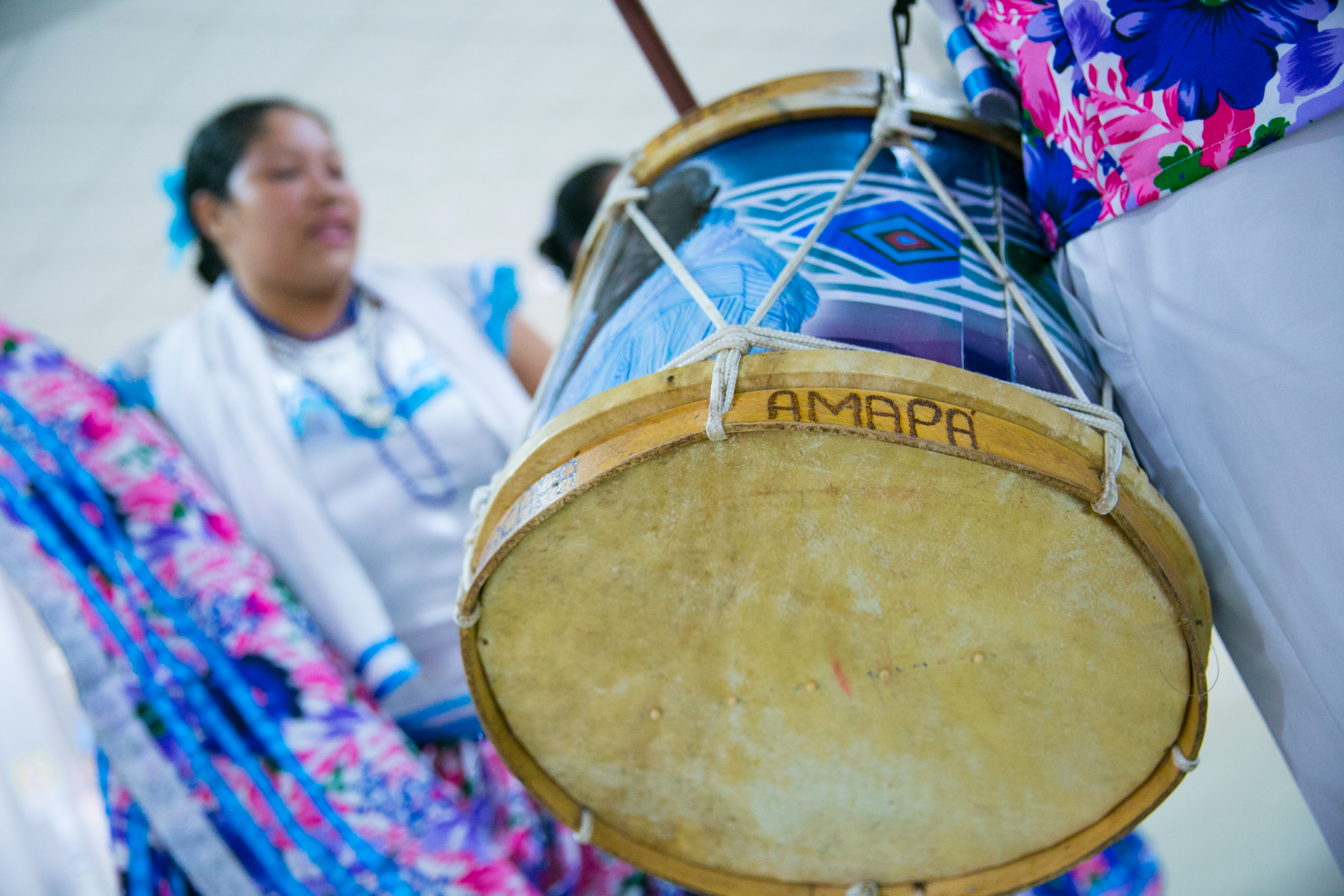
Em primeiro plano, a caixa de marabaixo, instrumento musical utilizado para sustentar o ritmo. Ao fundo, uma brincante com as roupas tradicionais da dança: camisa branca rendada, saia florida, anágua, cordões e colares no pescoço, pulseiras, flor presa ao cabelo e lenço sobre os ombros.

Marabaixo é manifestação cultural de origem africana típica de comunidades afrodescendentes do Amapá, que inclui dança de roda, canto e percussão ligados às festas do catolicismo popular em louvor aos santos padroeiros da comunidade. Símbolo da identidade negra local, hoje o marabaixo se apresenta como identidade e patrimônio cultural de todos os amapaenses. Ao toque das caixas de marabaixo (instrumento característico do ritmo), brincantes de todas as idades dançam em roda (a qual gira sempre em sentido anti-horário), jogando e respondendo os ladrões (cantigas). O passo característico da dança é o arrastar dos pés, o que simularia os antigos africanos escravizados acorrentados pelos pés. Os homens fazem caqueados, giros e molejos para cortejar as mulheres, que abanam suas saias floridas e dão giros curtos em torno de si. Durante as festas, são servidos caldo de carne e a gengibirra (bebida alcoólica feita de gengibre, cachaça e açúcar) aos brincantes. Em 2018, o marabaixo foi tombado pelo Instituto do Patrimônio Histórico e Artístico Nacional (IPHAN) como patrimônio imaterial do Brasil e inscrito no Livro Livro de Registro das Formas de Expressão - Bens Culturais Imateriais. No Dossiê de Registro, o órgão identificou que existem 5 grupos que mantêm a tradição do marabaixo na zona urbana de Macapá (2 grupos no Bairro do Laguinho e 3 na Favela) além de 36 comunidades negras rurais em 3 municípios (Macapá, Santana e Mazagão) que praticam a dança do marabaixo no interior do estado.

### Esportes

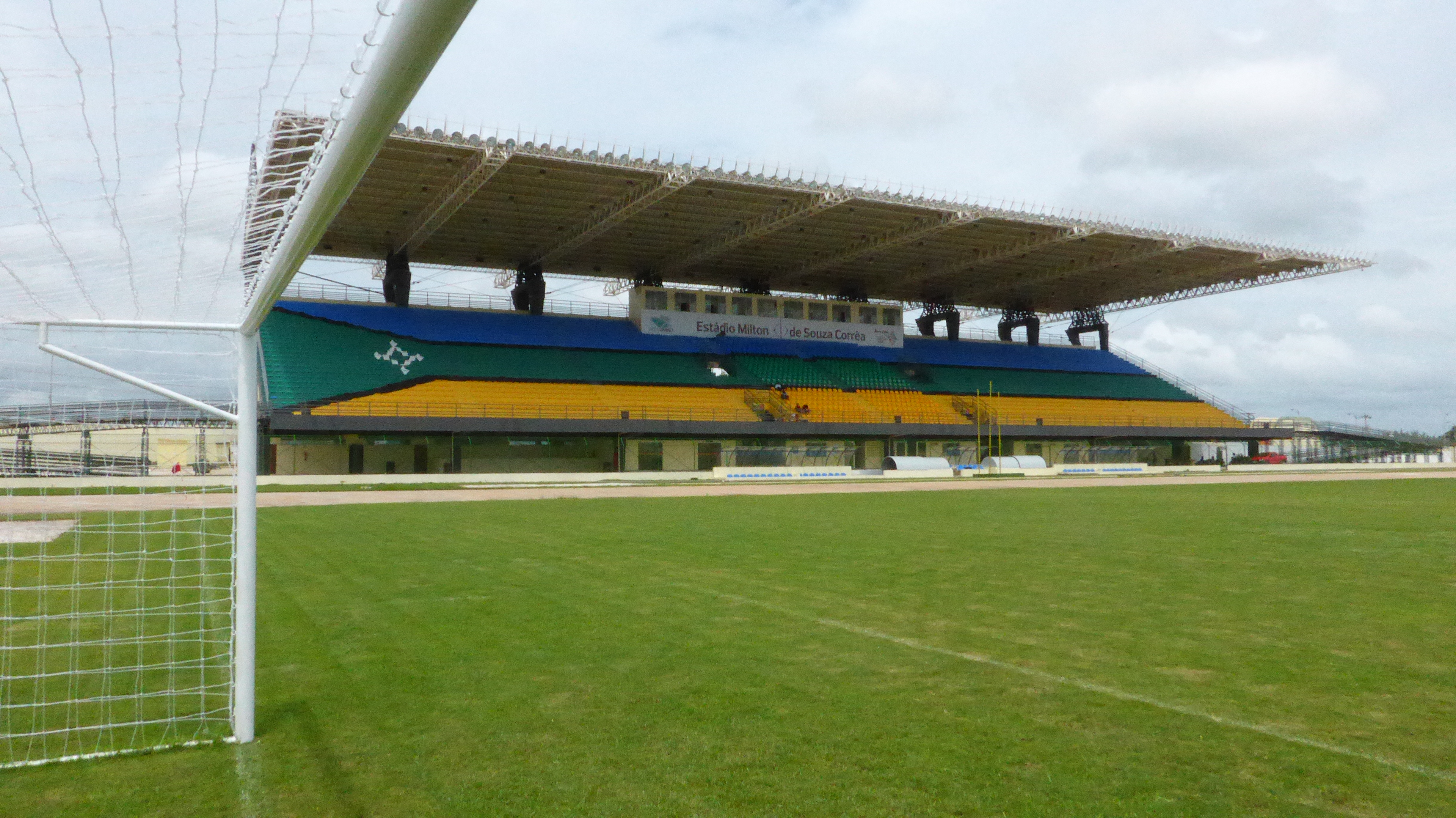
Estádio Milton de Souza Corrêa

O futebol é o principal esporte do Amapá. estado conta com aproximadamente 21 times de clubes da modalidade.[carece de fontes?] Como as demais unidades federativas do país, possui uma federação local responsável por organizar o campeonato estadual, no caso, o Campeonato Amapaense de Futebol. Como entidade filiada à Confederação Brasileira de Futebol, a federação amapaense indica os representantes do estado para competições nacionais como a Copa do Brasil de Futebol e a série D do Campeonato Brasileiro de Futebol.[carece de fontes?]
A capital Macapá possui os dois principais estádios de futebol do estado, que são o Estádio Municipal Glicério Marques e Estádio Milton de Souza Corrêa, este popularmente conhecido como Zerão. Em Santana, o Estádio Municipal de Santana é o local onde são realizadas as principais partidas de futebol.[carece de fontes?]
Também é possível a prática de kitesurfe no Rio Amazonas, no período de agosto a dezembro, pois o verão proporciona ventos propícios aos velejadores. Existem competições de kitesurfe, dentre elas a Travessia do Rio Amazonas, uma corrida de enduro em que os competidores atravessam o Rio Amazonas num percurso de mais de 25 km.